# Història de Tunísia

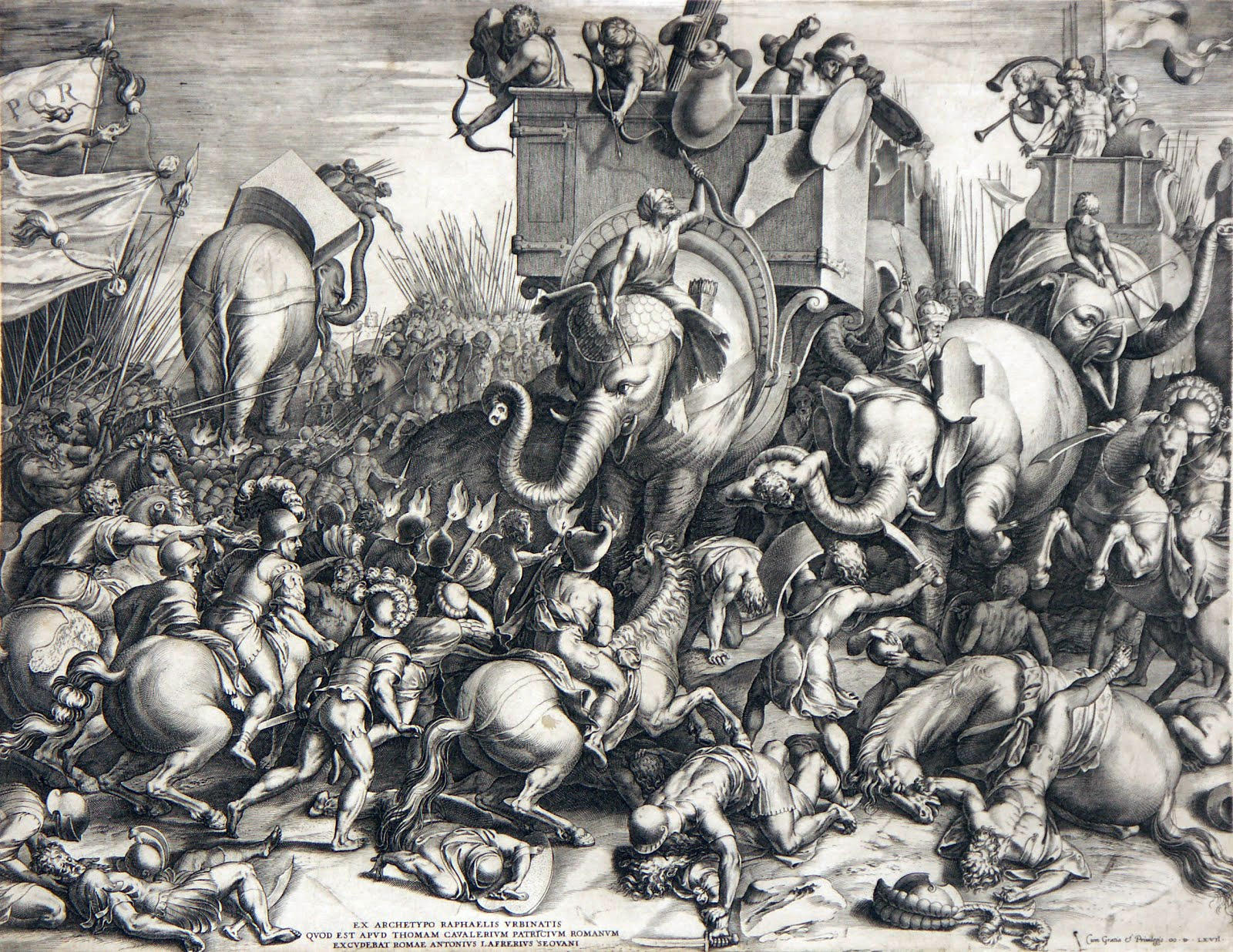
Batalla de Zama, símbol de la decadència de la República cartaginesa

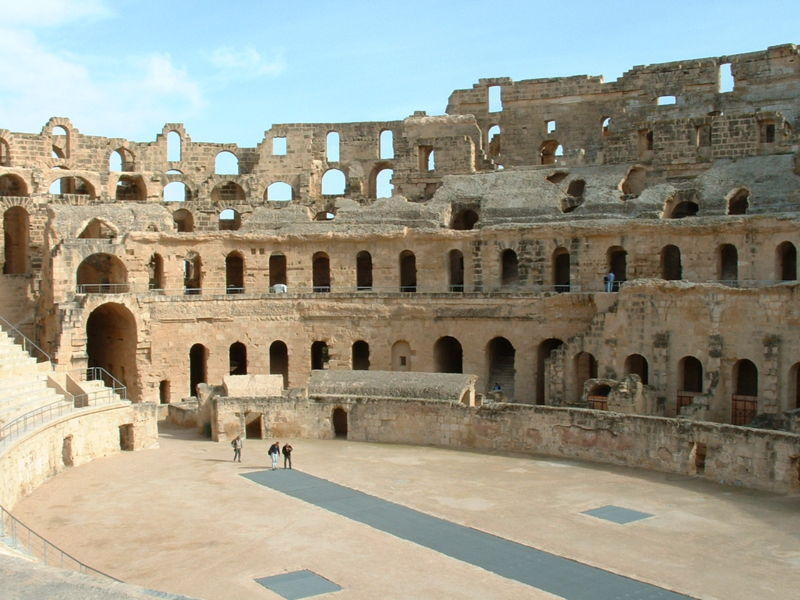
Amfiteatre d'El Djem, emblema de la cultura romana a Tunísia

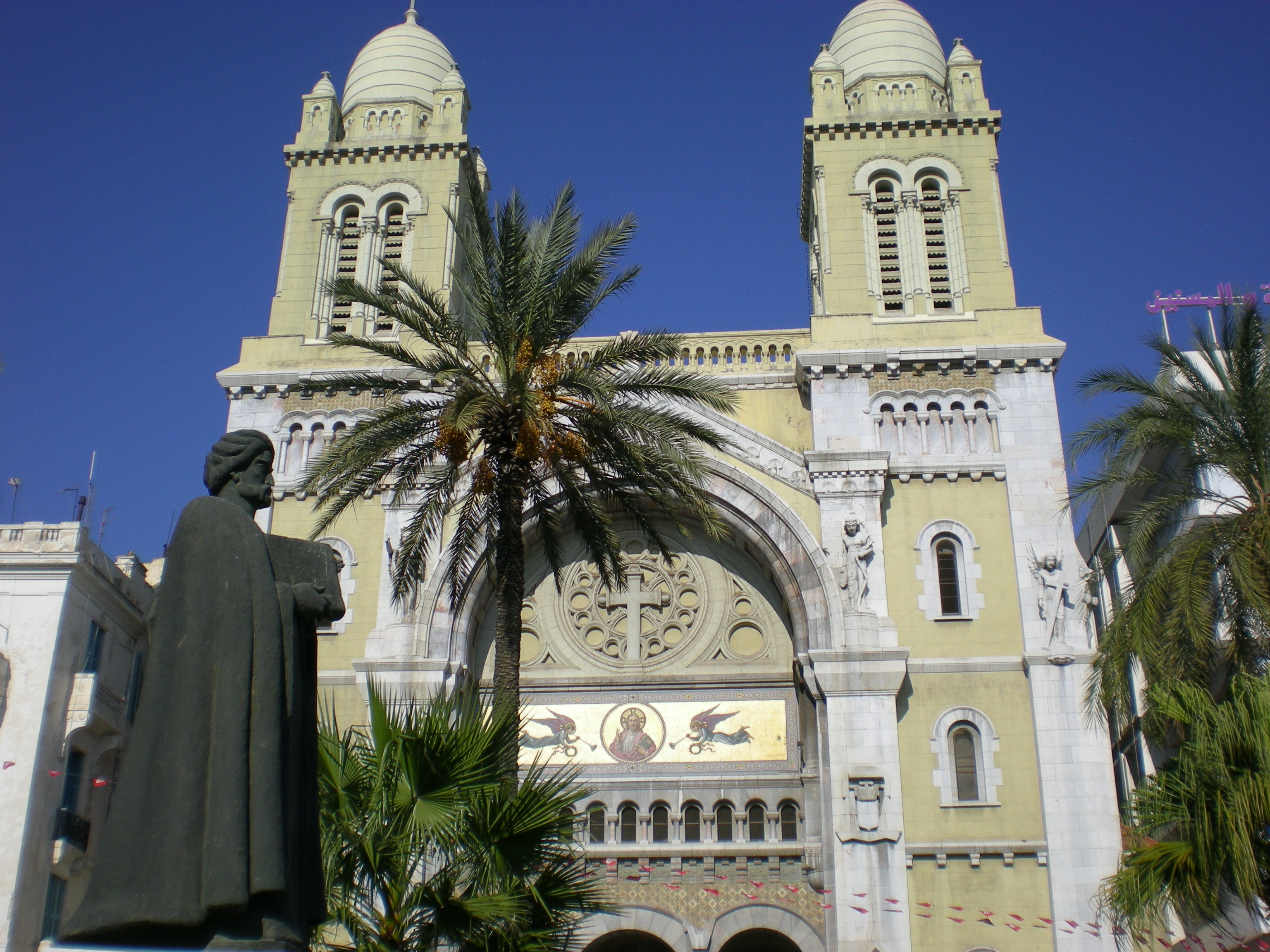
Estàtua d'Ibn Jaldún enfront de la catedral de Sant Vicenç de Paül de Tunísia

La història de Tunísia està estretament lligada a la història del Magrib, del qual forma part juntament amb el Marroc, Algèria, Líbia i, en un cert sentit, Mauritània. La història de Tunísia és la de la nació més petita de l'Àfrica del Nord, independent des de 1956; no obstant això, aquesta història s'estén molt més enllà, en abordar l'evolució del territori tunisià des del període prehistòric. La regió va ser habitada per tribus amazigues i les seves costes van ser ocupades per fenicis a inicis del segle x aC. La ciutat de Cartago fou fundada al segle ix aC per colons vinguts de Tir, que van expandir la seva influència sobre Sicília, Ibèria i altres importants zones del mar Mediterrani occidental.
Al segle ii aC, Cartago va ser conquerida per l'Imperi Romà, en ser derrotada en les guerres púniques. Cartago fou destruïda i la influència cultural asiàtica i africana en l'actual Tunísia minvà per la influència romana. El territori de la Tunísia moderna va ser, llavors, administrat gairebé íntegrament sota el nom de la província romana d'Àfrica i esdevingué un dels graners de Roma. Al segle v, la conqueriren els vàndals i després els romans d'Orient en el segle vi durant el regnat de l'emperador Justinià I.
El segle vii va marcar un gir decisiu en l'itinerari d'una població que es va islamitzar i arabitzar a poc a poc a causa de la conquesta per part d'àrabs musulmans, que fundaren la ciutat de Kairuan, la primera ciutat islàmica de l'Àfrica del Nord. Així, es va convertir en part del Califat omeia i abbàssida amb el nom d'Ifríqiya. Posteriorment, els amazics nadius van aconseguir el poder i enderrocaren la dinastia àrab aglàbida; col·locaren en el seu lloc la dinastia dels zírides. El 1045, els fatimites d'Egipte van enviar una confederació de beduïns perquè acabessin amb els zírides. D'aquesta manera, la regió fou devastada i la pròspera indústria agrària es va arruïnar.
A inicis del segle xvi, l'estat espanyol va aconseguir controlar-ne algunes ciutats costaneres, que van ser perdudes ràpidament davant l'Imperi Otomà, que governà Ifríqiya des de 1574. Els governants turcs, els beis, obtingueren un grau d'independència important respecte de Turquia. Pel seu emplaçament estratègic al centre de la conca mediterrània, Tunísia es convertí en peça clau de la rivalitat de successives potències: l'Espanya de Carles I, el jove Imperi Otomà i, després, França, que va prendre el control de la província otomana a finals del segle xix per avantatjar Itàlia, que també tenia interessos a la regió.
Marcada per profundes transformacions estructurals i culturals, Tunísia va veure al segle xx el ràpid fiançament d'un moviment nacionalista que conclogué en els acords amb la potència tutelar, els mateixos que conduïren a la independència el 1956. Des de llavors, el país va ser dut a marxes forçades cap a la modernització i la integració econòmica, sota l'impuls d'un partit polític únic mantingut en el poder. L'actual República de Tunísia (al-Jumhuriyyah at-Tunisiyyah) té més de deu milions d'habitants, la majoria dels quals (98%) s'identifiquen culturalment com a àrabs. Tunísia limita amb Algèria a l'oest, amb Líbia al sud-est i amb el mar Mediterrani pel nord i l'est. La seva capital, Tunis, està situada a prop de l'antic emplaçament de la ciutat de Cartago, la qual cosa va fer perillar la preservació d'aquesta última, per la qual cosa s'inicià una campanya que va culminar en el seu nomenament com a Patrimoni de la Humanitat per la Unesco el 1979.

## Prehistòria

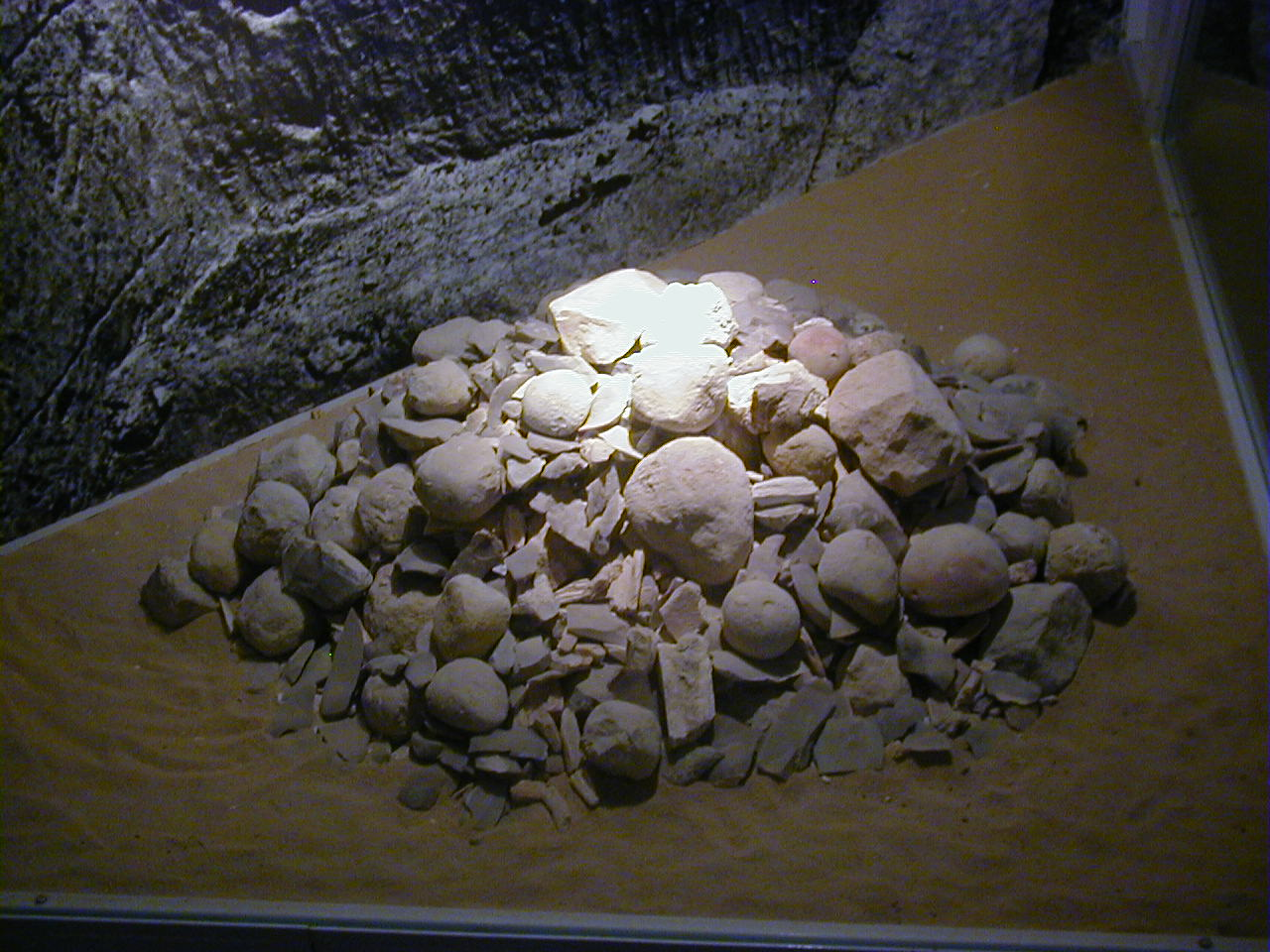
Hermaïon d'El Guettar exposat al Museu del Bardo

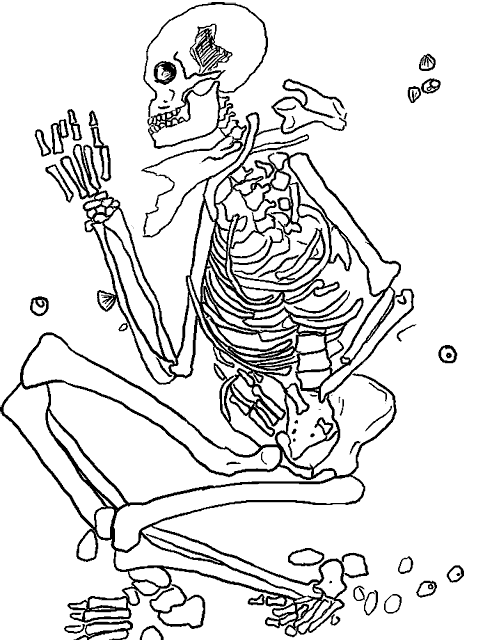
Representació d'una inhumació procedent de la cultura capsiana, del Magrib neolític

Els descobriments arqueològics a la regió del Magrib daten de fa uns 200.000 anys. Al voltant del 3000 aC, es va establir en aquesta regió el primer assentament humà permanent.
Anteriorment, diversos grups de caçadors recol·lectors havien ocupat algunes parcel·les de la regió, i deixaren al seu pas vestigis tan notables com les pintures sobre roca a les muntanyes d'Hoggar i Tasili, al Sàhara meridional. Aquestes pintures daten, aproximadament, de l'any 6000 aC, i mostren, sobretot, persones amb casc, vestits, guants (?), persones caçant, animals, molts d'aquests ja extints o localitzats bastant més al sud del continent.
Grans extensions de la regió de Tasili estaven cobertes d'aigua. Al voltant del segle x aC, una onada d'invasors de pell blanca va arribar procedent de l'Àsia occidental, i cap al segle v aC ja s'havien estès per tot el nord del continent africà. Aquest poble és conegut amb el nom de capsians, pel fet d'haver estat descoberts per unes restes arqueològiques a l'antiga Capsa (l'actual Gafsa, a Tunísia). Les troballes es limiten, bàsicament, a destrals de pedra i altres instruments bastant més elaborats que els trobats en altres llocs de la regió, i que corresponen a la mateixa època. Es creu que el poble amazic en descendeix.

### Neolític
El neolític (del 4500 al 2500 aC aprox.) va arribar tard a aquesta regió. La presència humana estigué condicionada per la formació del desert del Sàhara, que va adquirir el seu clima actual. De la mateixa manera, és en aquesta època quan el poblament de Tunísia s'enriquí per la contribució dels amazics, descendents, pel que sembla, de la migració cap al nord de les poblacions líbies (antic terme grec per a designar les poblacions africanes en general). En resum, la qüestió dels orígens del poble amazic continua estant oberta i se sotmet a debat actualment, però existeixen testimoniatges de la seva presència des del quart mil·lenni aC. La primera inscripció libicoamaziga descoberta a Dougga per Thomas d'Arcs el 1631 ha estat objecte d'un munt d'intents infructuosos per desxifrar-la fins al dia d'avui.
El neolític va veure igualment l'establiment del contacte entre els fenicis de Tir i els pobles autòctons de l'actual Tunísia, inclosos els amazics, que es van convertir, des de llavors, en el component essencial de la població. S'observa la transició de la prehistòria a la història, principalment, en la contribució dels pobles fenicis, encara que l'estil de vida neolític continuà existint paral·lelament amb el dels nouvinguts. Aquesta aportació va ser matisada, particularment, a Cartago (centre de la civilització púnica a Occident), per la coexistència de diverses poblacions minoritàries, però dinàmiques, com els amazics, els grecs, els italians i els ibers. Els nombrosos matrimonis mixtos van contribuir a la creació de la civilització púnica, en particular, entre els púnics i les poblacions locals.
També s'hi troben rastres d'un poble pacífic del Neolític tunisià en l'Odissea d'Homer, quan Odisseu troba els lotòfags (els que mengen lotus), que semblen haver viscut a l'actual illa de Gerba.

## Fenicis
Els fenicis van arribar a la costa nord-africana cap a l'any 1000 aC amb la intenció d'assentar ports per als seus vaixells mercants que efectuaven la travessia des del Mediterrani oriental fins al litoral atlàntic de la península Ibèrica, una important font de metalls bruts. En conjunt, aquests ports no foren massa utilitzats, i es va fer molt poc per explotar l'interior del continent.
Al voltant del segle vii aC, es fundaren assentaments a Tamuda (Tetuan), Lixus i Tingis (Tànger), al Marroc, a Saldae (Bugia), a Algèria, i a Útica, Cartago, Hadrumetum (Sussa) i Hippo Diarritus (Bizerta), a Tunísia.

## Imperi cartaginès

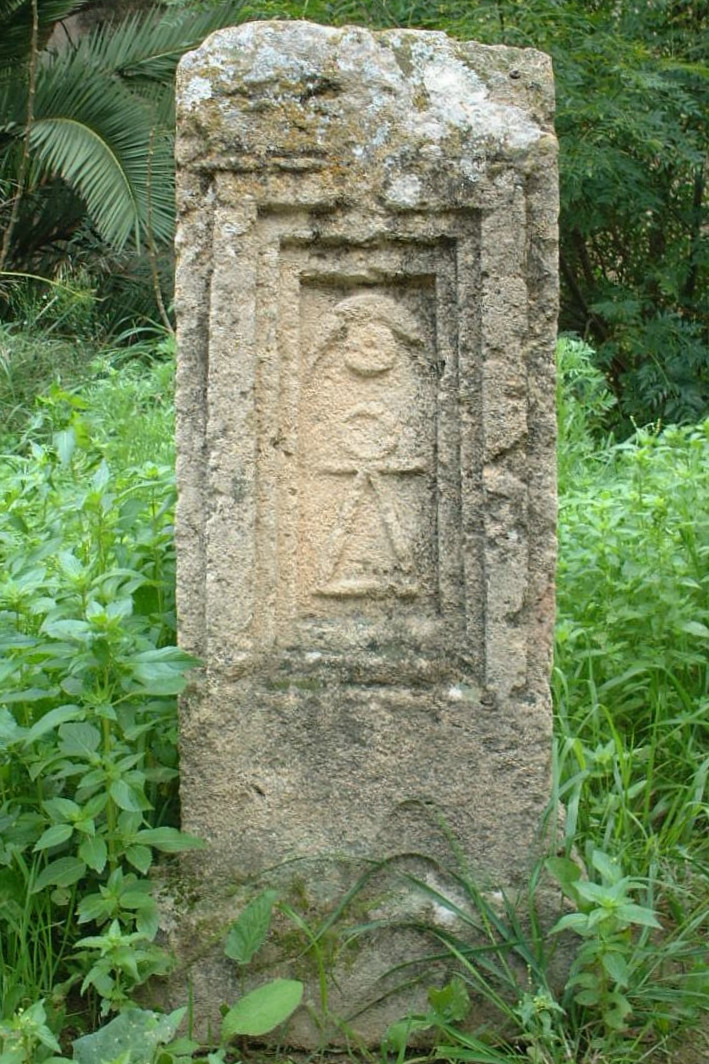
Monument que porta el símbol de Tanit

L'ingrés de Tunísia en la història es va realitzar de forma estrepitosa per l'expansió d'una ciutat sorgida d'una colonització des de l'Orient Pròxim. Encara que d'origen fenici, la ciutat va construir ràpidament una civilització original anomenada civilització púnica.
L'expansionisme púnic a la conca occidental del Mediterrani es va fonamentar en el comerç, tot i que la talassocràcia estava enfrontada per l'expansió romana d'intenció continental i hegemònica. Si bé les seves relacions eren cordials en un primer moment, els dos sistemes no trigaren a enfrontar-se i, encara que podia plantejar-se la pregunta sobre qui en prevaldria, els púnics van desaparèixer finalment, no sense haver deixat la seva petjada a l'espai tunisià, la qual no desaparegué íntegrament sota el poder de Roma.

### Fundació i expansió

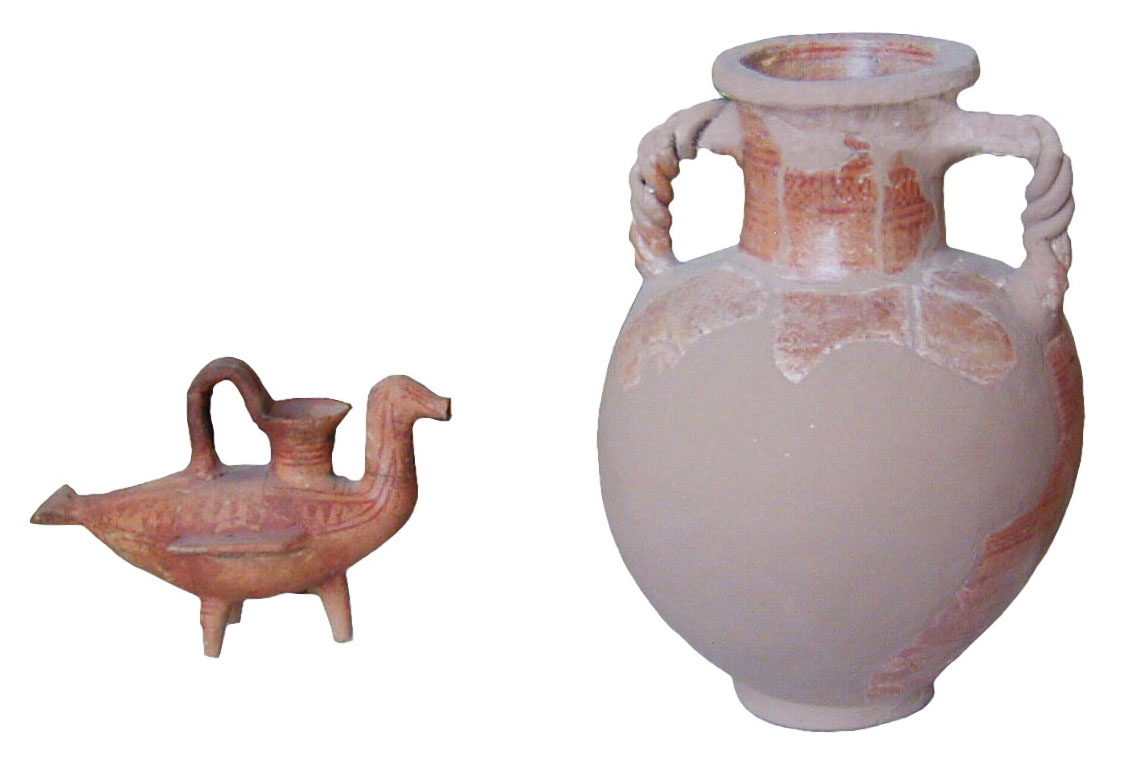
Part de les peces trobades a la capella Cintas, exposada al Museu nacional de Cartago

Tunísia va albergar progressivament una sèrie de factories fenícies, igual que altres regions mediterrànies des del Marroc i Ibèria fins a Xipre. Segons la tradició, la primera factoria fou la d'Útica, que data de 1101 aC.
És aquí on fixa les arrels una potència fonamental en la història de l'antiguitat a la conca del Mediterrani. El 814 aC, els colons fenicis vinguts de Tir van fundar la ciutat de Cartago. Segons la llegenda, va ser la reina Elissa (Dido per als romans), germana del rei Pigmalió de Tir, qui fundà la ciutat. No obstant això, hi ha dubtes sobre l'exactitud de la data donada per la tradició literària, i és alimentat el debat pels descobriments arqueològics. En efecte, els objectes més antics descoberts són unes ceràmiques protocorínties datades de principis del segle viii aC, provinents del dipòsit de fundació de la capella de Cintas, situada en el tofet de Cartago per Pierre Cintas el 1947; no obstant això, la incertesa en la datació de les ceràmiques antigues no permet descartar la data proveïda per la tradició literària. Pierre Cintas va canviar la interpretació del seu descobriment. Inicialment, en el seu article "Un sanctuaire précarthaginois sur la grève de Salammbô" (Revue tunisienne, 1948) data el dipòsit a finals del segon mil·lenni aC; però, el 1970, en el primer volum "Histoire et archéologie comparées. Chronologie des temps archaïques de Carthage et des villes phéniciennes de l'ouest" del seu Manuel d'archéologie punique (París: A. et J. Picard et Cie., 1970) el va datar en la primera meitat del segle viii aC (pàg. 315-324).
La població originària de l'espai tunisià era libicoamaziga i, quan va veure la proximitat de les factories, adoptà en certa manera la cultura púnica. Això és evidenciat, per exemple, pels descobriments arqueològics, com monuments amb motius simbòlics de Tanit, gravats de manera maldestra, especialment en un lloc com aquell de l'antiga Clupea, la Kélibia actual. Aquests errors evoquen una apropiació del simbolisme púnic per part de les poblacions autòctones en contacte amb els ciutadans de les factories.
A finals del segle vii aC, les cultures de les colònies fenícies havien adquirit un caràcter "púnic" distintiu, la qual cosa indicaria el sorgiment d'una cultura diferent al Mediterrani occidental. El 650 aC, Cartago funda la seva pròpia colònia i, el 600 aC, estava lluitant pel seu compte amb els grecs. Quan el rei Nabucodonosor II de Babilònia dirigia un setge de 13 anys a la ciutat de Tir iniciat el 585 aC, Cartago ja era probablement independent de la seva metròpoli en termes polítics; no obstant això, va mantenir vincles propers amb Tir. Quan el monopoli comercial fenici fou desafiat pels etruscs i pels grecs al Mediterrani occidental i la seva independència política i econòmica va ser amenaçada per successius imperis orientals, la influència fenícia disminuí a Occident; per la qual cosa Cartago va emergir finalment com a cap de l'imperi comercial. Una teoria que explica a què es va deure l'ascens de Cartago (i no d'una altra colònia fenícia) suggereix que la seva població va augmentar a causa de l'arribada de refugiats de Fenícia, la qual cosa realça la seva cultura durant el temps en què Fenícia fou atacada per Babilònia i Pèrsia, i es transferí la tradició comercial de Tir a Cartago.

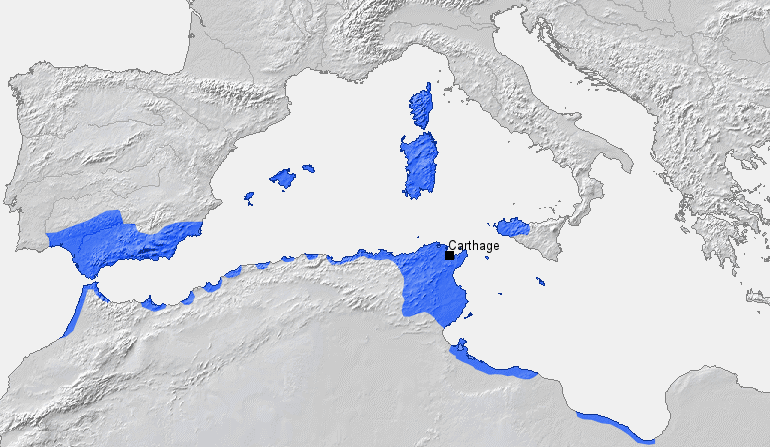
La ciutat estat de Cartago i els territoris sota la seva influència política o comercial, al voltant de 264 aC

Oberta cap al mar, Cartago també estava estructuralment oberta cap a l'exterior. Aquest creixement pacífic —conegut per les fonts existents— deixa espai per a una lluita de poder que va conduir a diversos cicles de conflictes. Un segle i mig després de la fundació de la ciutat, els cartaginesos o púnics estenen la seva influència a la conca occidental del Mediterrani: es van assentar a Sicília, Sardenya, les illes Balears i Còrsega, així com a l'Àfrica del Nord —des del Marroc fins a Líbia. Aquesta presència va prendre formes diferents, incloent-hi la colonització, però continuà sent fonamentalment comercial (amb factories, signatures de tractats, etc.). A més, els cartaginesos es van recolzar en aquestes regions sobre una presència fenícia anterior a la creació de Cartago, excepte potser a la costa atlàntica. La nova potència de Cartago suplanta el poder declinant de les antigues ciutats fenícies en aquest espai del Mediterrani. De la mateixa manera, els cartaginesos van establir una aliança amb els etruscs i les seves flotes en conjunt sortiren victorioses de la batalla naval d'Alèria, a l'alçada de Còrsega, contra els grecs de Massàlia (actual Marsella). Aquests últims, vinguts de les costes de l'actual Turquia (Jònia), intentaren instal·lar-se a Còrsega, illa enfront d'Etrúria, i al nord de Sardenya, zona d'influència i de colonització púnica. Aquesta última illa es troba igualment en el trajecte més curt entre les ciutats massaliotes i les altres ciutats gregues del sud de la península Itàlica i del Mediterrani oriental. Amb el declivi etrusc, Còrsega entra en l'òrbita d'influència cartaginesa, que va formar un nou imperi marítim.
La transformació a un imperi més terrestre xoca amb els grecs de Sicília i amb el poder creixent de Roma i dels seus aliats de Massàlia, Campània o els italiotes. Poc abans de les guerres púniques, el centre cartaginès que és Tunísia tenia una capacitat de producció agrícola superior a la de Roma i dels seus aliats en conjunt, i la seva explotació era admirada pels romans. Els avantatges geogràfics, en particular, les riques terres de cultiu de cereals de la vall del riu Medjerda, es van unir al talent agrònom d'un poble, del qual un tractat agrícola (de Magó) va ser admirat per llarg temps.
Paral·lelament a aquesta expansió —Sardenya estava en vies de colonització i els assentaments ibèrics es van consolidar—, la superpotència comercial, marítima, terrestre i agrícola es va preparar per conquerir Sicília als grecs.

### Cartago i Roma: dels tractats a les guerres púniques

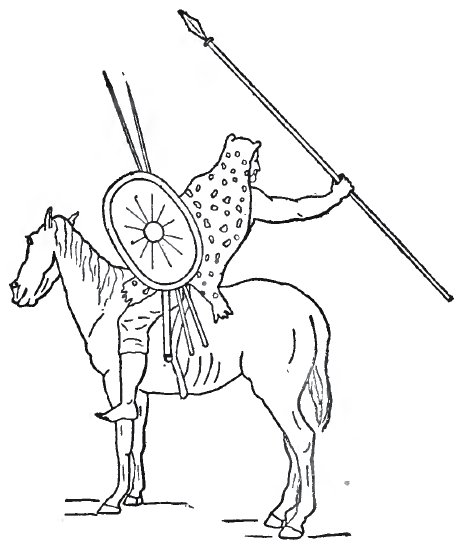
Recreació de l'equip d'un soldat de la cavalleria númida de l'exèrcit d'Hanníbal, durant la Segona Guerra Púnica

Les relacions entre Roma i la talassocràcia púnica van ser en principi cordials, com ho demostra el primer tractat signat l'any 509 aC. No obstant això, les relacions es van deteriorar i van donar pas a la desconfiança, a mesura que es van desenvolupar les dues ciutats estat, per la qual cosa l'enfrontament es va tornar inevitable. La lluita entre Roma i Cartago va augmentar amb l'auge de les dues ciutats: van ser tres les guerres púniques que van fracassar en la conquesta de Roma, però que, per contra, van concloure en la destrucció de Cartago l'any 146 aC, després d'un setge de tres anys.
La Primera Guerra púnica, que va transcórrer del 264 al 241 aC, va ser un conflicte naval i terrestre que es va dur a terme a Sicília i Tunísia. Va tenir com a causa les lluites d'influència a Sicília, territori situat a mig camí entre Roma i Cartago, i el punt principal de conflicte fou la possessió de l'estret de Messina. Els cartaginesos van prendre la ciutat de Messina, la qual cosa va inquietar els romans, perquè aquesta ciutat es trobava a les proximitats de les ciutats gregues d'Itàlia que acabaven de quedar sota la seva protecció. Api Claudi Censorí va travessar llavors l'estret i va prendre per sorpresa la guarnició púnica de Messina, esdeveniment que va desencadenar la guerra. Com a resposta a aquest revés, el govern de Cartago va reunir les seves tropes a Agrigent, però els romans, comandats per Claudi i Mani Valeri Màxim Corví Messal·la, es van apoderar de les ciutats de Segesta i Agrigent després d'un setge de set mesos. Després de la signatura de la pau amb els romans, Cartago va haver de retirar-se de Sicília i es va desgastar encara més en haver de reprimir una revolta dels seus mercenaris.

Batalles de la Segona Guerra púnica

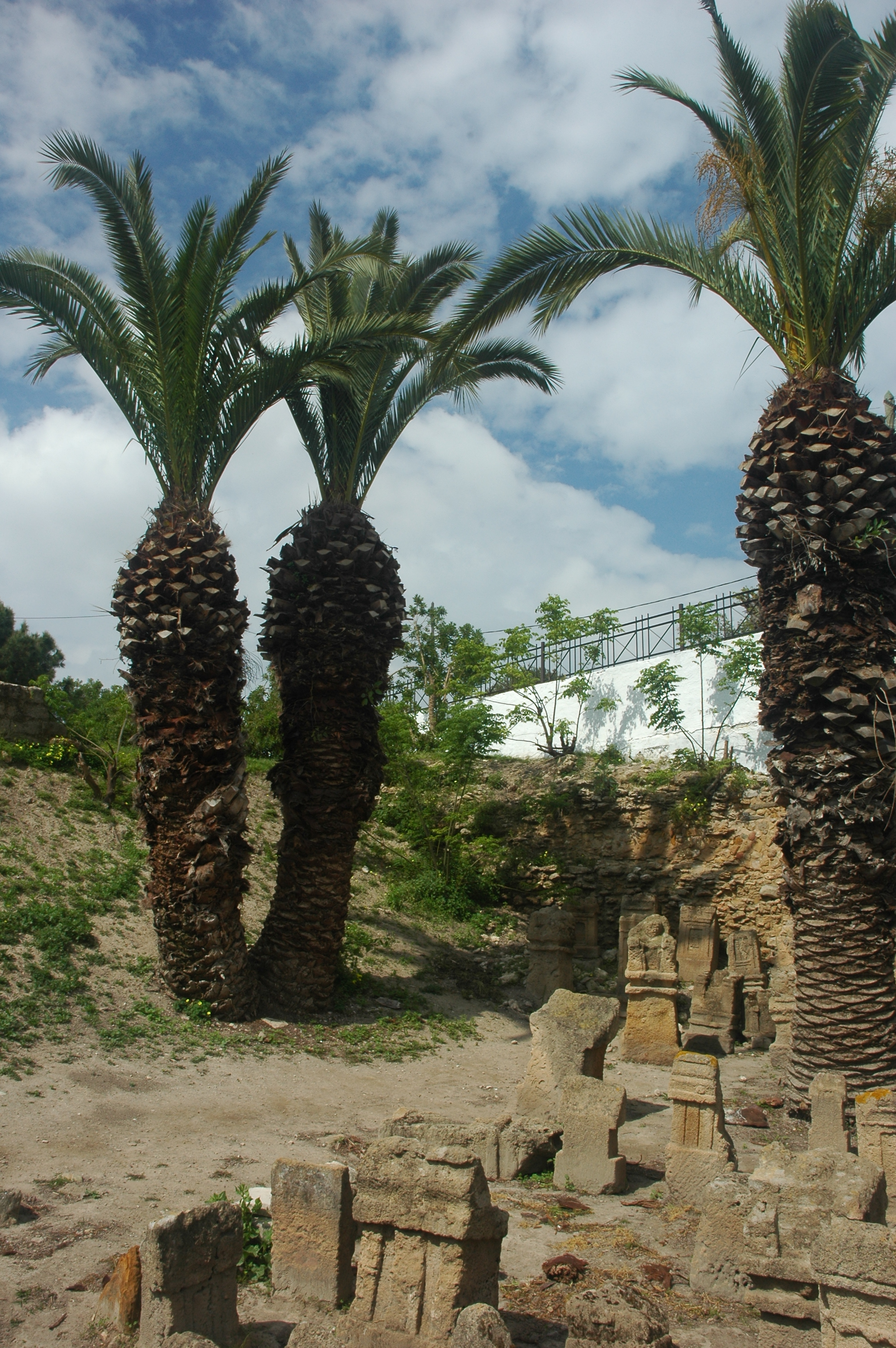
Vestigis del "tofet" de Cartago

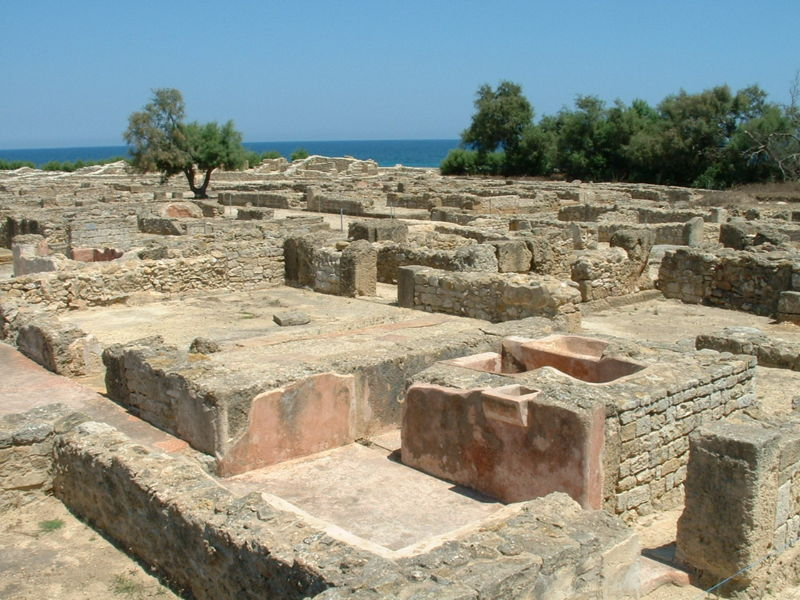
Vista de les ruïnes de la ciutat púnica de Kerkouane (Cap Bon)

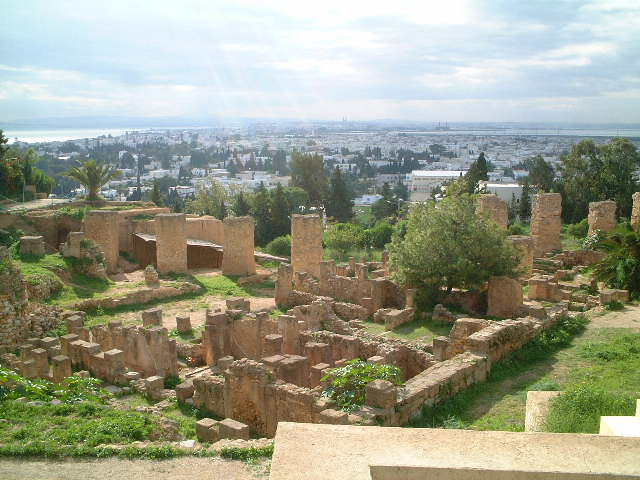
El «barri Hanníbal» de Birsa (Cartago)

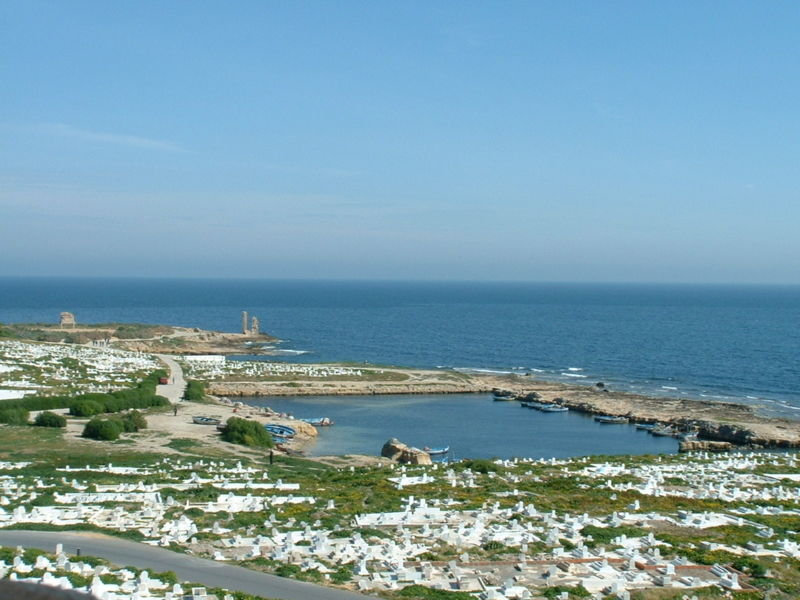
Cothon de Mahdia

La Segona Guerra Púnica, que va transcórrer entre el 218 i el 202 aC, va tenir com a punt culminant la campanya d'Itàlia: el general Hanníbal, originari de la família dels bàrcides, va aconseguir travessar els Pirineus i els Alps amb els seus elefants de guerra; no obstant això, va renunciar a entrar a Roma. El pretext de la guerra havia estat el setge de Sagunt, aliada de Roma, per part dels cartaginesos.
La política d'espera d'Hanníbal va permetre finalment als romans, aliats de Masinissa I, primer rei de la Numídia unificada, contraatacar; aconseguí que el conflicte acabés al seu favor en la batalla de Zama el 202 aC, després de la qual cosa van prendre la totalitat de les possessions hispàniques de Cartago, van destruir la seva flota i li van impedir qualsevol armament ulterior. Després de la Segona Guerra púnica, Cartago va trobar lentament certa prosperitat econòmica entre el 200 i 149 aC, encara que sense aconseguir reconstituir una flota de guerra o un exèrcit important.
Malgrat la victòria final, aquesta guerra no va satisfer els romans. Empesos per la por d'haver d'enfrontar-se novament a Cartago, van decidir, segons la famosa frase de Cató el Vell (Carthago delenda est, és a dir, "Cartago ha de ser destruïda"), que la destrucció total de la ciutat enemiga era l'únic mitjà d'assegurar la República Romana. En conseqüència, es va engegar la Tercera Guerra púnica (149-146 aC) per mitjà d'una ofensiva romana a l'Àfrica que va conduir a la derrota i la destrucció de Cartago, després d'un setge de tres anys.
Així, a diferència de Cartago, el restabliment de Roma després de la Segona Guerra Púnica va permetre al senat romà decidir emprendre una curta campanya destinada a enviar a peu les tropes romanes per al setge de Cartago, conduït per Publi Corneli Escipió Emilià, que des de llavors va ser anomenat "Escipió Africà Menor". El setge va acabar amb la destrucció total de la ciutat: els romans van portar els navilis fenicis al port i els van incendiar al peu de la ciutat. Després, van anar de casa a casa i van executar o esclavitzar la població. La ciutat, que va ser cremada durant disset dies, va ser esborrada del mapa i deixada en ruïnes.
Al segle xx, una teoria indicava que els romans van escampar sal comuna sobre les terres agrícoles de Cartago per impedir el cultiu de la terra, una teoria fortament posada en dubte, ja que Àfrica es va convertir després en el "graner de blat" de Roma; no obstant això, el territori de l'antiga ciutat va ser declarat sacer, és a dir, 'maleït'.

## Imperi Romà

### Final de la civilització púnica

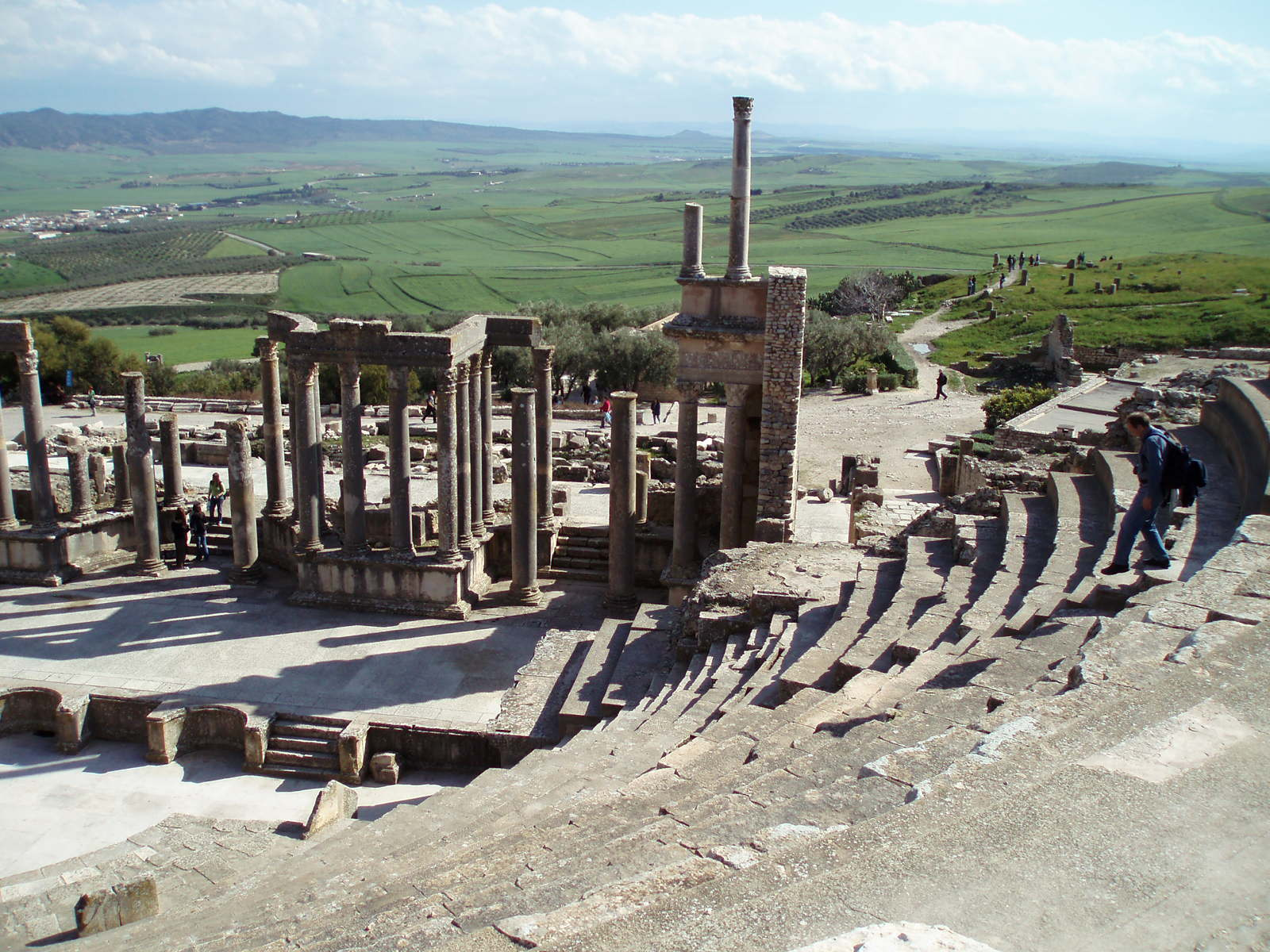
Teatre de Dougga, que domina una rica plana de cereals

Al final de la Tercera Guerra púnica, Roma va aixafar definitivament Cartago i es va instal·lar en les ruïnes de la ciutat el 146 aC. La fi de les guerres púniques va marcar l'establiment de la província romana d'Àfrica, de la qual Útica va ser la primera capital. Una primera temptativa de colonització per part dels Gracs amb la creació d'una Colonia Junonia Carthago va avortar-se el 122 aC i va provocar la caiguda i mort del seu promotor, Gai Semproni Grac. El 44 aC, Juli Cèsar va decidir fundar una colònia romana, la Colonia Julia Carthago, però van haver de passar algunes dècades perquè Cèsar August iniciés els treballs de la ciutat, la qual va ser més tard capital de la província. L'ornamentació monumental de la ciutat va exercir un rol important en la romanització de la regió, aquesta "Roma africana" es va difondre en el ric teixit urbà del territori de l'actual Tunísia.
La regió va tenir llavors un període de prosperitat, en el qual la província romana d'Àfrica es va convertir per a Roma en el proveïdor fonamental de productes agrícoles, tals com el blat o l'oli d'oliva, gràcies a les plantacions d'oliveres fetes pels cartaginesos. El famós port de Cartago es va convertir en un port d'amarratge monumental d'una flota de cereals, esperada cada any impacientment pels romans, amb la institució del Praefectus annonae ('prefecte de les provisions'), encarregat de la distribució del blat als plebeus. A Chemtou, s'explotava un marbre groc i rosa que era exportat al llarg de l'imperi, mentre que a El Haouaria s'extreia el gres necessari per reconstruir Cartago. Entre altres produccions, figuren les ceràmiques i els productes derivats del peix.

Mosaic d'Anfítrite a Bul·la Règia

La província estava coberta per una densa xarxa de ciutats romanitzades, els vestigis de les quals, encara visibles avui dia, són impressionants: n'hi ha prou a esmentar els llocs de Dougga (antic Thugga), Sbeitla (Sufetula), Bul·la Règia, El Djem (Thysdrus) o Thuburbo Majus. Entre els símbols de la riquesa provincial, es troba l'amfiteatre de Thysdrus, un dels més grans del món romà i el teatre de Dougga. Al costat de les restes d'edificis públics, avui dia ressorgeixen rics habitatges, vil·les amb pisos coberts de mosaics que continuen sent descoberts pels arqueòlegs.
Part integrant de la República Romana i després de l'Imperi Romà juntament amb Numídia, Tunísia es va convertir durant sis segles en la seu d'una civilització romanoafricana d'una riquesa excepcional, fidel a la seva vocació de "cruïlla del món antic". Tunísia era, llavors, el gresol de l'art del mosaic que es distingia per la seva originalitat i les seves innovacions. Sobre els monuments de caràcter religiós es distingien símbols antics, tals com la mitja lluna o el signe de Tanit. Competidors dels déus romans, els déus indígenes van aparèixer sobre els frisos de l'època imperial i el culte de certes divinitats, com Saturn i Caelestis, es van inscriure en la continuïtat del culte consagrat pels púnics a Baal Hammon i a la seva pàredra Tanit. La "cruïlla del món antic" va presenciar també la instal·lació primerenca de les comunitats jueves i, després dels seus passos, de les primeres comunitats cristianes. L'idioma púnic va continuar en ús per llarg temps, de manera important fins al segle i, i existeixen testimoniatges d'un ús menor d'aquest fins a l'època de sant Agustí d'Hipona.
L'apogeu del segle ii i inicis del segle iii no va donar-se sense enfrontaments, perquè la província va tenir greus crisis al segle III: va ser saquejada i va sofrir enfrontaments entre usurpadors al tron imperial a inicis del segle IV. Al curs d'aquest primer segle de cristianisme oficial, convertit en religió d'estat el 313, la província va tenir certa prosperitat revelada per les restes arqueològiques, provinents tant d'edificis públics com d'habitatges privats.

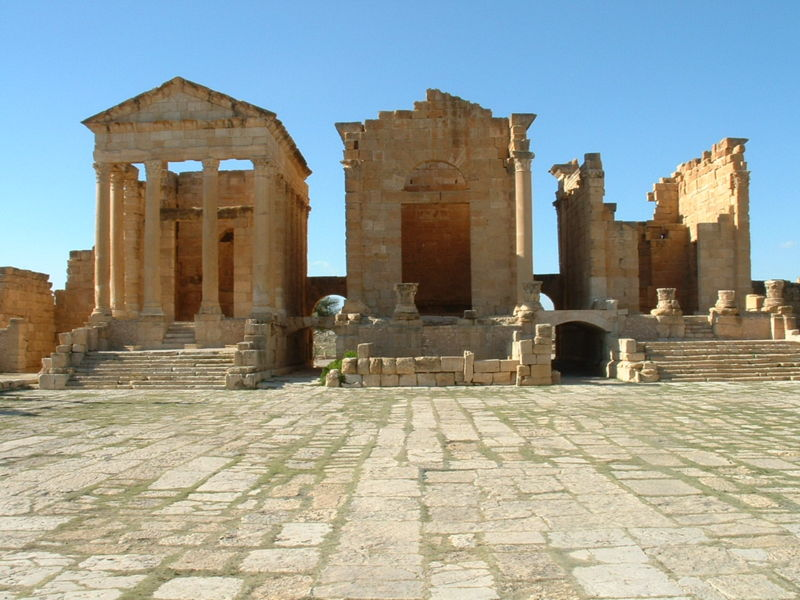
Ruïnes del capitoli de Sbeitla
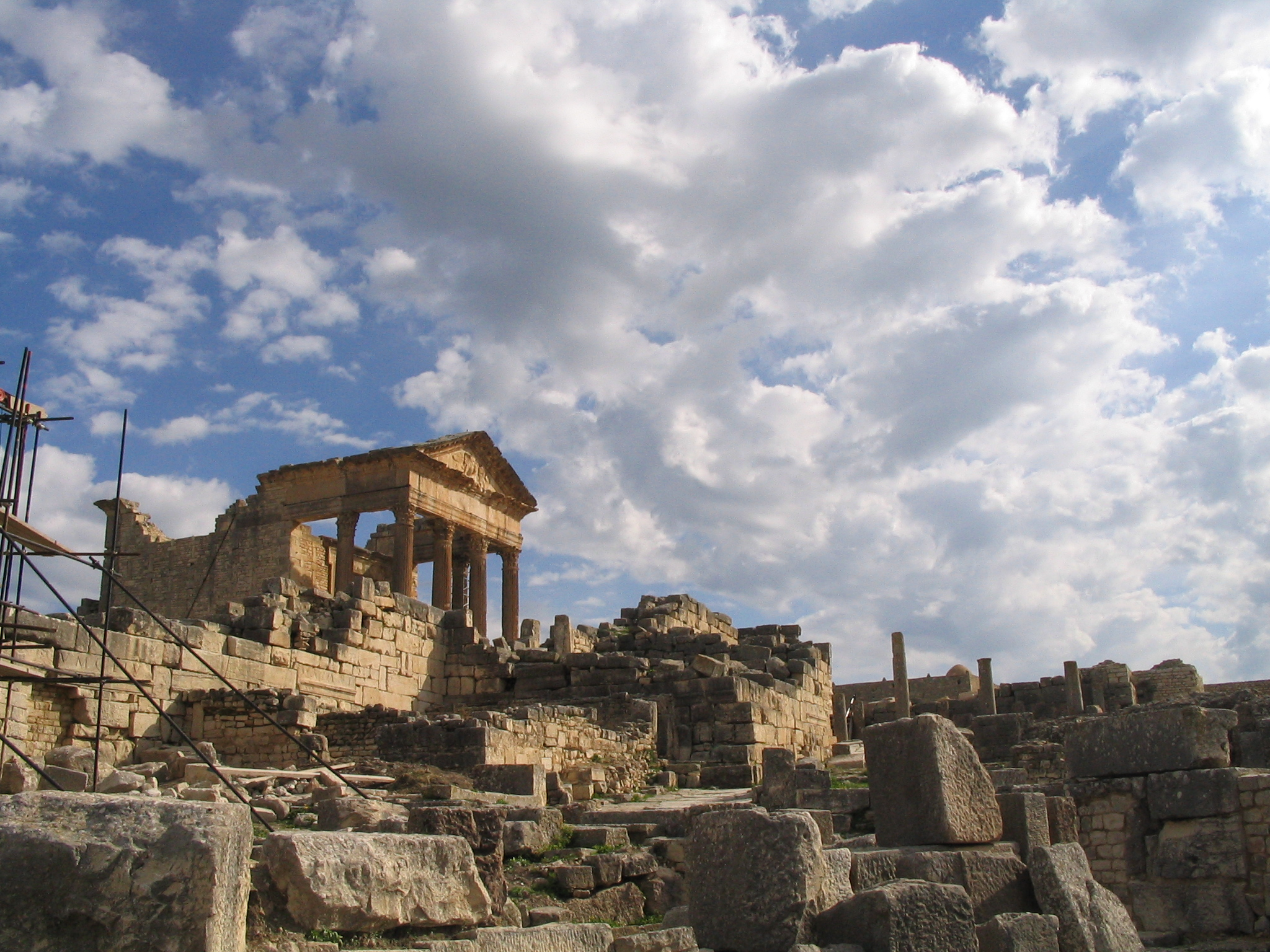
Vista de Dougga amb el seu capitoli
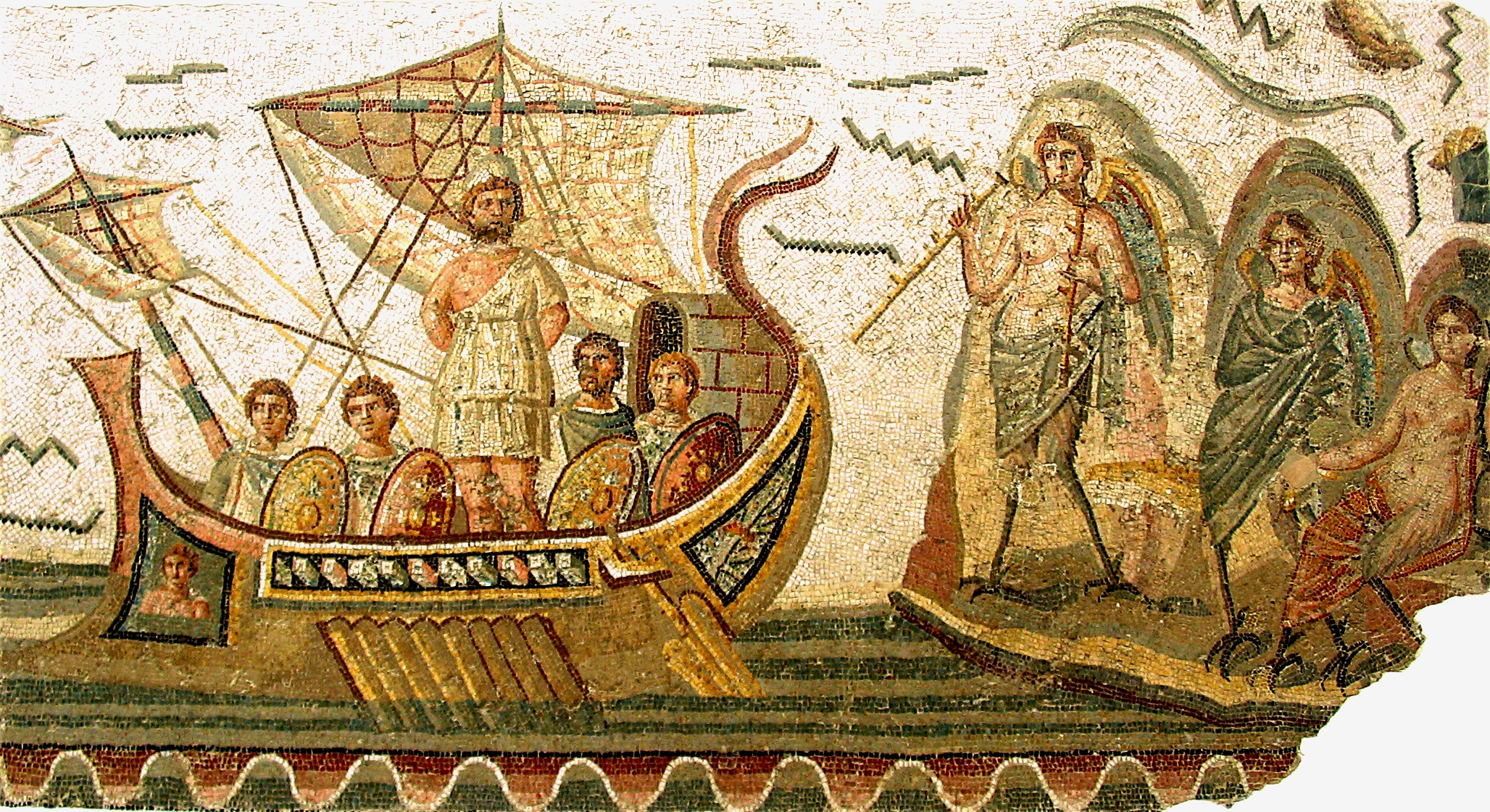
Mosaic d'Odisseu i les sirenes a Dougga
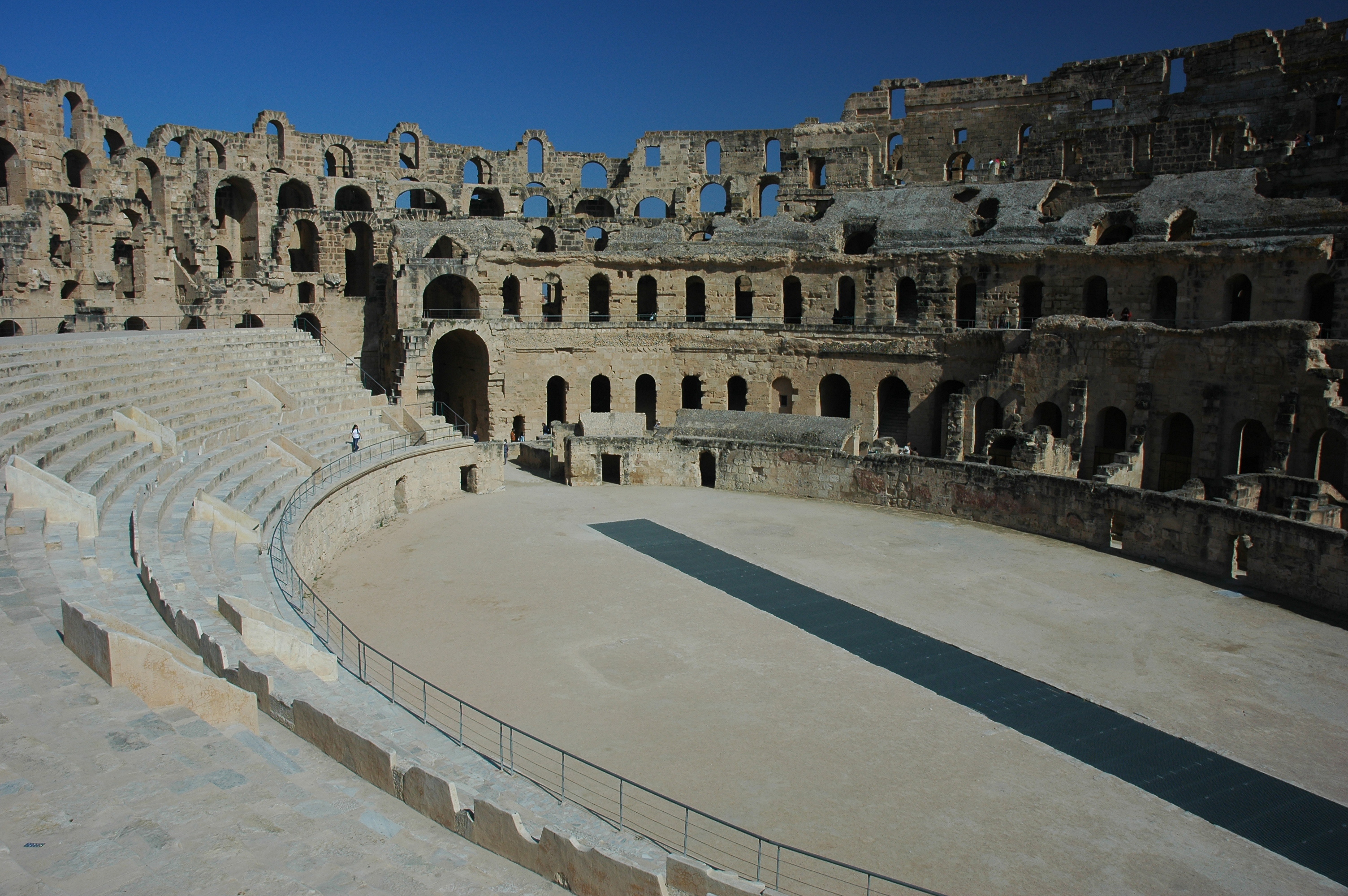
Amfiteatre d'El Djem

### Centre d'expansió del cristianisme

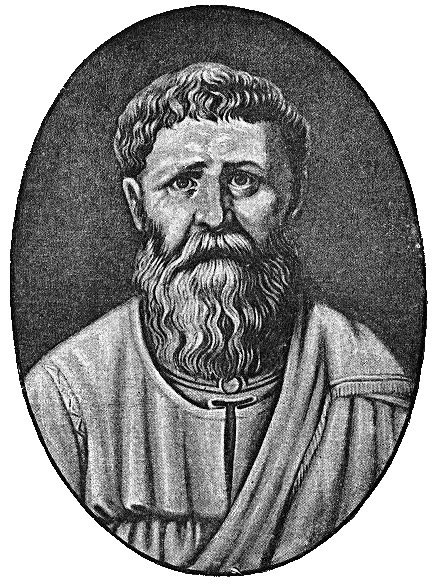
Agustí d'Hipona, figura del cristianisme d'Àfrica

En un espai obert a l'exterior com ho era llavors la província d'Àfrica —Cartago estava especialment vinculada a les principals ciutats d'Alexandria i Antioquia, que constituïen dos grans centres d'evangelització—, el cristianisme es va desenvolupar de manera precoç, gràcies als colons, comerciants i soldats, i la regió es va convertir en un dels focus principals de difusió de la nova fe, fins i tot quan els enfrontaments religiosos van ser violents amb els pagans. Així, la nova religió es va enfrontar en un inici amb l'oposició popular perquè el cristianisme va estripar un teixit social molt fort, ja que el paganisme impregnava tota la vida i els seus seguidors es van veure obligats a viure apartats de la vida domèstica i de la vida pública. La cohesió social va semblar llavors estar en perill, la qual cosa va portar a respostes tals com el saqueig de tombes cristianes. A partir del segon segle, la província també va aplicar sancions imperials, i foren certificats els primers màrtirs el 17 de juliol de 180: els màrtirs escilitans, que es van negar a renegar de la seva fe davant del procònsol d'Àfrica. Així, tots aquells que es van negar a adherir-se al culte oficial van ser torturats, abandonats en illes, decapitats, lliurats a les bèsties feroces, cremats o crucificats.
Malgrat la seva situació difícil, la nova religió va progressar a la província i es va implantar molt més ràpidament que a Europa, a causa, especialment, del rol social exercit per l'Església de Cartago, que va aparèixer en la segona meitat del segle iii, i al fet de la gran densitat urbana. En aquest sentit, Tertulià va ser un dels primers autors cristians de llengua llatina i sant Cebrià, primer bisbe de Cartago, va ser martiritzat el 14 de setembre de 258, en una època en la qual la nova religió ja es trobava àmpliament estesa en la societat.

## Antiguitat tardana i alta edat mitjana
L'assentament romà a l'Àfrica no obeeix tant un desig d'expandir-se com una necessitat de supervivència provocada per les guerres contra l'Imperi cartaginès. La zona va ser sotmesa al domini d'un governador durant gairebé un segle. Al terme d'aquest, l'emperador August va refundar Cartago l'any 44 aC i hi va instal·lar un procònsol perquè governés la nova colònia, cosa que indica la puixant importància de la regió. Les àrees situades a l'oest seguien controlades pels governadors númides. Durant un període d'uns cinquanta anys, es va registrar un intens tràfic de colonitzadors romans a la recerca de les seves pròpies terres. L'expansió estatal va efectuar grans progressos quan l'últim dels reis númides, Juba I, es va replegar amb les seves tropes en una direcció errònia, durant la Segona guerra civil romana, i va ser derrotat per Juli Cèsar l'any 46 aC a Tapsos (prop de Mahdia). La nova província d'Àfrica Nova va ser refosa amb l'antiga província romana d'Àfrica i rebatejada com a Africa Proconsularis (Àfrica Proconsular). Successivament fou presa pels vàndals, els romans d'Orient, que hi fundaren l'exarcat d'Àfrica, i transitòriament els amazics (vegeu Kosayla i Kàhina).

### Dominació vàndala

Invasions bàrbares. Tots els pobles assenyalats, excepte els huns, són germànics

El 429, al comandament de Genseric, els vàndals i els alans van franquejar l'estret de Gibraltar. El 19 d'octubre de 439, després d'haver conquerit Hipona, van arribar a Cartago, on van instal·lar el seu regne durant gairebé un segle. Els vàndals professaven l'arrianisme, declarat heretgia en el concili de Nicea, la qual cosa va dificultar les seves relacions amb els nobles locals, majoritàriament catòlics. De fet, el clergat africà es va oposar al que representava als seus ulls un doble perjudici: la dominació dels bàrbars i la dels heretges. Ara bé, els vàndals exigien a la població una fidelitat total al seu poder i a la seva fe. En conseqüència, quan van intentar oposar-se als vàndals, els cristians van ser perseguits: molts individus d'Església van ser martiritzats, empresonats o bandejats als camps al sud de Gafsa. En l'àmbit econòmic, els vàndals van aplicar a l'Església la política de confiscació, que van haver de patir els grans terratinents. Les propietats i els seus esclaus van ser transferits al clergat arrià. Aquesta política es va endurir quan Huneric va succeir al seu pare. En primer lloc, va començar una sagnant persecució contra els maniqueus i després va prohibir que els qui no s'adherissin a l'Església oficial ocupessin un càrrec en l'administració pública. A la mort d'Huneric, el van succeir els seus nebots Guntamund i, després, Trasamund, que van prosseguir amb la política d'"arrianització". Es va sobrecarregar el clergat catòlic amb impostos i multes i Trasamon va condemnar 120 bisbes a l'exili.

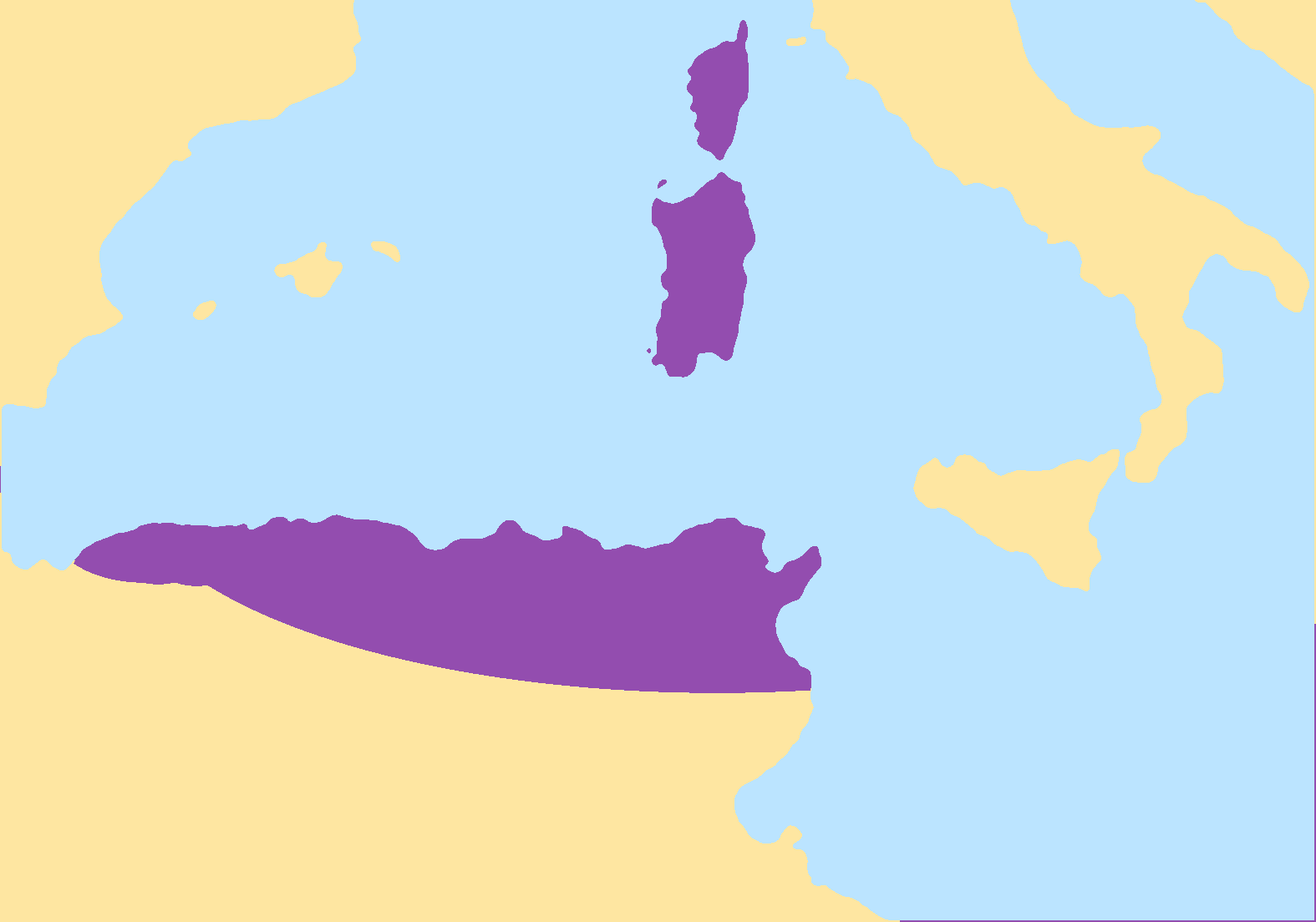
Extensió aproximada del Regne Vàndal al voltant de l'any 455

Els testimoniatges literaris sobre el període vàndal, en particular de Víctor de Vita, són molt severs quan es refereixen a la seva manera de governar. L'arqueologia demostra igualment destruccions importants durant l'època del Regne Vàndal, com ho mostra el teatre i l'odèon de Cartago; no obstant això, "la major part d'historiadors moderns [consideren aquest període] com un curt pas, un esdeveniment de curta durada" o "un episodi".
No obstant això, la cultura llatina va ser àmpliament preservada i el catolicisme va prosperar sempre que no es va oposar al sobirà del lloc. Els mateixos vàndals, convertits en caps de l'antiga província més rica de l'Imperi Romà, denominada el "graner de l'imperi" (Àfrica del Nord produïa un milió de tones de cereals per any, i era exportada una quarta part de la seva producció a la resta de l'imperi), es van deixar portar per la dolçor de viure a Tunísia. El reclutament del seu exèrcit va decréixer en tal mesura que van preferir enrolar autòctons amazics, romanitzats en la seva major part. El seu territori, envoltat per principats amazics, va ser atacat per les tribus nòmades de camellers. Finalment, la seva derrota enfront de les tropes de l'Imperi Romà d'Orient, al desembre de 533, en la batalla de Tricamàrum, va confirmar l'anihilament del poder militar vàndal.

### Període romà d'Orient
Cartago va ser presa fàcilment pels romans d'Orient dirigits pel general Belisari, enviat per Justinià I. El primer objectiu de l'emperador es va centrar a controlar el Mediterrani occidental amb la intenció de reconstituir l'Imperi Romà. L'exèrcit romà d'Orient, compost per mercenaris hèruls i huns, va derrotar la cavalleria vàndala, tan temuda en un altre temps, i l'últim rei dels vàndals, Gelimer, es va rendir el 534. Malgrat la resistència dels amazics, els romans d'Orient van restablir l'esclavitud i van instituir forts impostos. La majoria dels vàndals van ser deportats a l'Orient com a esclaus, mentre que uns altres van ser enrolats, per la seva voluntat o per força, a l'exèrcit romà d'Orient com a soldats auxiliars. D'altra banda, el sistema d'administració romà va ser restablert.

Territoris de l'Imperi Romà d'Orient en el segle VII:
Territoris originals de l'Imperi
Territoris conquerits durant el regnat de Justinià I.

En ocasió del concili de l'any 534, el bisbe de Cartago va reunir 220 bisbes amb el propòsit d'examinar el problema que suposava la intenció dels romans d'Orient de transformar els bisbes en simples executors de les seves ordres. En aquest sentit, el concili va sostenir que l'emperador havia de fer complir els cànons eclesiàstics, però no tenia per què determinar-los. Justinià va reaccionar enèrgicament contra aquesta declaració: els rebels eren mereixedors de càstigs corporals i l'exili, mentre que els més recalcitrants van ser substituïts per servidors de l'imperi. L'Església d'Àfrica va ser, d'aquesta manera, represa. Justinià va convertir llavors Cartago en la seu de la seva diòcesi d'Àfrica. A finals del segle vi, la regió va ser posada sota l'autoritat d'un exarca que acumulava els poders civils i militars, i disposava d'una gran autonomia pel que fa a l'emperador. Pretenent imposar el cristianisme d'estat, els romans d'Orient van perseguir el paganisme, el judaisme i les heretgies cristianes com el monofisisme; no obstant això, arran de la crisi monotelista, els emperadors romans d'Orient, oposats a l'Església local, es van apartar de la ciutat. Ara bé, amb una Àfrica romana d'Orient arrossegada al marasme, un estat d'ànim insurreccional va sacsejar les confederacions de tribus sedentaritzades i constituïdes en principats. Aquestes tribus amazigues eren encara més hostils a l'Imperi Romà d'Orient, en tant que eren conscients de la seva pròpia força. Quant al poble, subordinat a l'administració, pressionat pel fisc i exposat a les exaccions dels governadors, va trobar a faltar els temps dels vàndals.
Fins i tot abans de la seva presa el 698, la capital i en certa manera —menys fàcil d'entendre— la província d'Àfrica van ser desallotjades pels seus habitants romans d'Orient. La decadència va ser significativa després de la conquesta duta a terme per Justinià. Abdelmajid Ennabli evoca Cartago com una ciutat "oblidada pel poder central, preocupat per la seva pròpia supervivència". Des d'inicis del segle vii, l'arqueologia atesta en efecte un replegament, va ser particularment evident a Cartago.

## Conquesta àrab, islamització i arabització del territori

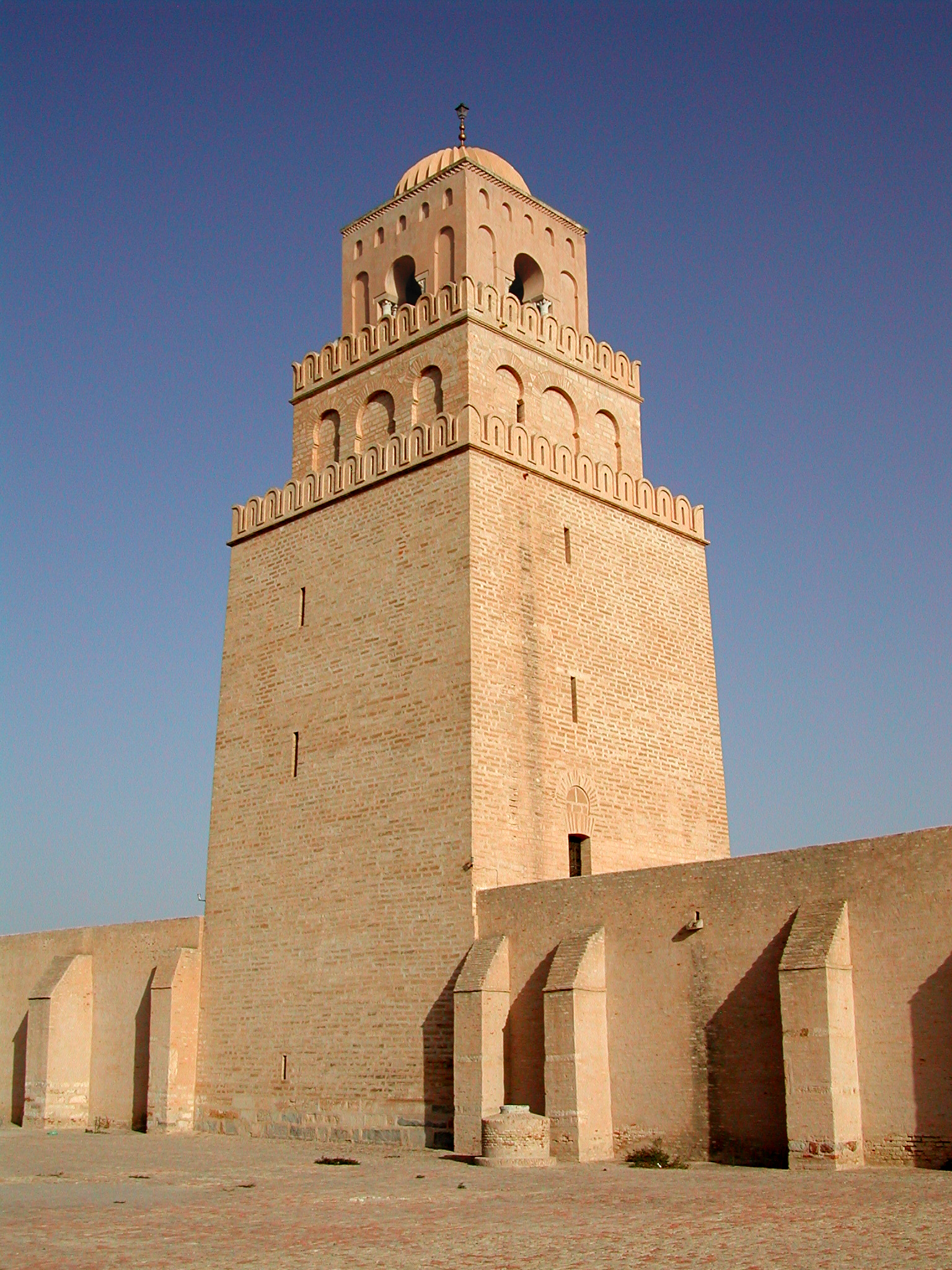
Minaret de la gran mesquita de Kairuan, fundada el 670 per Uqba ibn Nafi.

Van ser necessàries tres expedicions perquè els àrabs aconseguissin conquerir Tunísia. En aquest context, la conversió a l'islam de les tribus no va tenir lloc de manera uniforme, sinó que va trobar resistències amb apostasies puntuals o l'adopció de sincretismes. L'arabització es va dur a terme de manera més lenta encara. Aquesta era va estar marcada pel desenvolupament urbanístic del país i per l'aparició de grans pensadors, com Ibn Jaldún, historiador i pare de la sociologia.
Durant l'expansió de l'islam, el califa Úmar ibn Abd-al-Aziz es va oposar a l'expansió cap a l'exarcat d'Àfrica, que els àrabs traduïen per Ifríqiya. Però Uthman ibn Affan va encarregar la conquesta a Abd-Al·lah ibn Abi-Sarh, que el 647 va derrotar, a Sufetula, el patrici Gregori, governador romà d'Orient que s'havia fet independent, i que va morir en la batalla. Es va fixar un tribut als romans d'Orient de 300 talents d'or. Però, a l'interior del país, la resistència amaziga als àrabs els va aconsellar de retirar-se a la Tripolitània. Es van fer diverses expedicions, però totes efímeres.
El 665, Muàwiya ibn Hudayj va sortir d'Egipte amb 20.000 soldats; es va reunir amb les forces de Tripolitània dirigides per Uqba ibn Nafi i van ocupar Djalla a la part central del país i van fer victorioses expedicions a Hadrumetum (Sussa), Hippo Dyarrithus (Bizerta) i Gerba, però no van romandre al país.
El 670, Uqba va fer una nova expedició i va fundar Kairuan (Al-Qayrawan), però, cridat a l'Orient, l'expansió es va aturar un temps. El 681, Uqba fou de nou encarregat de continuar la conquesta, i aquesta vegada va fer un passeig triomfal fins a la costa atlàntica. Però, en tornar, fou atacat i mort a Tahuda (prop de Biskra, Algèria) el 683, a mans del rei amazic Kusayla (Kasila), cap de la tribu amaziga dels Awraba, de la confederació dels Baranis.
El 686, Kusayla fou derrotat i mort per un exèrcit dirigit per Zubayr ibn Kays al-Balawi. La successió de Kusayla fou assolida per una dona excepcional, Dahia (Dihya), coneguda a les fonts àrabs com la Kàhina ('la Poeta'), de la tribu dels Jarawa, al front de la confederació de tribus amazigues de Butr (o Botr o Buitr), de la regió de l'Aures oriental. Tota Ifríqiya es va revoltar i es va posar al seu costat. La Kàhina és un personatge misteriós, que per a uns era pagana (segons Sad Zaghul Abd al-Hamid), per a d'altres jueva (tesi de H. Z. Hirschberg, P. Sebag i d'altres), i per a d'altres cristiana (M. Talbi, que la fa amaziga romanitzada). La crisi del califat en aquesta època va retardar la reacció àrab.
Hassan ibn Numan fou enviat finalment contra la Kàhina i els romans d'Orient que restaven encara a la costa. El 698, la Kàhina i els romans d'Orient foren derrotats. Després d'això els amazis es van convertir a l'islam. Hassan es va establir a Tunis, una ciutat númida propera a Cartago, en lloc de fer-ho a la que havia estat la capital romana d'Orient, Cartago; tanmateix, la capital oficial d'Ifríqiya va restar a Kairuan.
Vint-i-dos governadors titulars (valís) van dirigir la província entre el 698 i el 800, entre els quals Mussa ibn Nussayr, conqueridor d'Hispània (per mitjà del seu lloctinent Tàriq ibn Ziyad), que va acabar la conquesta del Magrib. Kairuan era la quarta ciutat fundada pels àrabs després de Bàssora i Kufa, a l'Iraq, i Fustat (el Caire) a Egipte, sobre el model del profeta quan es va instal·lar a Medina. Aquestes fundacions fetes pels companys del profeta (sahaba) o pels seus successors tabiun significaven que havien trobat una "casa de l'hègira" (Dar al-Hidjra), un lloc on podien observar l'islam. Les terres conquerides foren repartides en khitta (zones) per les diferents tribus, on s'establiren els amsar (campaments ciutats). Kairuan, quarta ciutat fundada, fou també la quarta ciutat santa, després de la Meca, Medina i Jerusalem, pel gran nombre de companys o successors del profeta que s'hi van establir. Una part de l'impost recaptat s'enviava a Damasc, juntament amb part dels esclaus.
Els amazics van mostrar aviat la seva diferència, i es van adherir a les doctrines kharigites, doctrines que van arribar des de la Tripolitània i el Djebel Nafusa. Revoltes kharigites importants es van produir el 740 i el 771. Expulsats de Kairuan, que van arribar a dominar, van establir estats més duradors al Magrib central i oriental. Els ibadites es van mantenir a Gerba.

### Dinastia aglàbida (800-909)

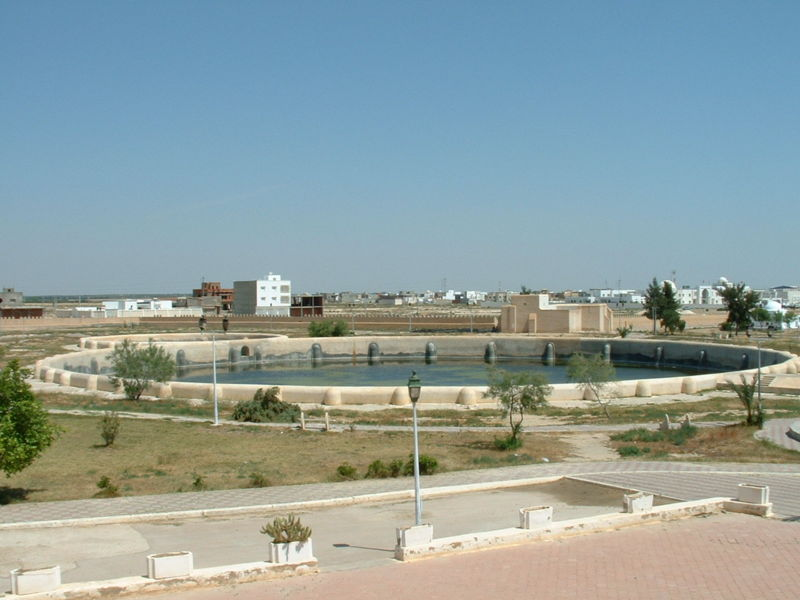
Estanys dels aglàbides a Kairuan

El 800 el califa abbàssida Harun ar-Raixid va delegar el seu poder a Ifríqiya a l'emir Ibrahim I ibn Aglab i li va atorgar el dret de transmetre les seves funcions per via hereditària. Al-Aghlab va establir la dinastia dels aglàbides, que va regnar durant un segle sobre el Magrib central i oriental. El territori va gaudir d'una independència formal, encara que sense deixar de reconèixer la sobirania abàssida. Després, els emirs aglàbides van continuar prestant jurament de lleialtat al califa abàssida, de manera que sota el regnat de Mamun (813-833), els aglàbides van pagar anualment els seus impostos

Extensió màxima del regne dels aglàbides.

Tunísia es va convertir en un focus cultural important amb la influència de Kairuan, dotada d'una Casa de la saviesa oberta als intel·lectuals i de la seva gran mesquita, un centre cultural de gran renom La mesquita de Zaytuna de Tunísia, segona mesquita més gran de Tunísia després de la de Kairuan, va ser reconstruïda íntegrament. Kairuan, descrita per Uqba ibn Nafi com "un bastió de l'Islam fins a la fi dels temps", va ser triada com a capital abans de ser reemplaçada per Raqqada i El Abbasiyya, considerats els seus "satèl·lits".
L'auge econòmic d'Ifríqiya va ser el més significatiu del Magrib gràcies a les exportacions d'or de la regió del Sudan. Es va idear una bona política hídrica que va tenir com a resultat el desenvolupament de l'agricultura. Nombroses obres hidràuliques romanes van ser renovades —especialment, la cisterna de Sufra de Sussa— i es va construir una bona quantitat de noves obres; tal és el cas dels estanys de Kairuan. Des d'un punt de vista militar, els aglàbides van erigir fortificacions, en particular, les muralles de Sfax i les ràbites de Sussa i de Monastir.
Es van dotar d'una potent flota de combat per descartar el perill xiïta que provenia del mar, mantenint bones relacions amb Egipte i amb el Regne de Tahert. Aquesta flota i les seves defenses els van permetre no solament prendre Malta sinó sobretot atacar Sicília el 827, sota el regnat d'Abu Ishak Ibrahim II (875-902). A la fi del regnat d'aquest últim, Tunis es va convertir en la capital de l'emirat fins a l'any 909.

### Dinastia fatimita

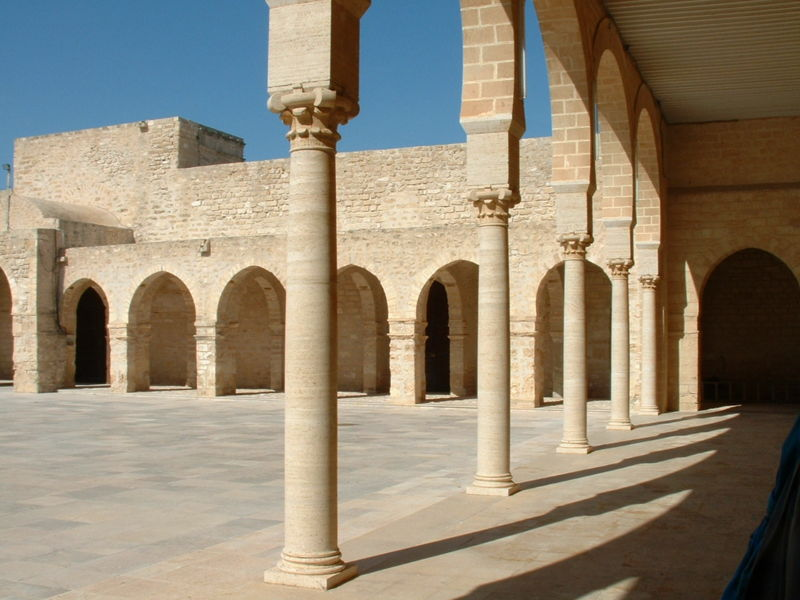
Gran mesquita de Mahdia construïda pels fatimites xiïtes.

Abu Abd Allah ach-Chi'i, que va declarar descendir de Fàtima az-Zahrà —filla del profeta Mahoma i esposa d'Ali ibn Abi Talib, venerada pels xiïtes—, ajudat pels amazics que s'oposaven al domini dels aglàbides, es va dirigir al seu regne. Recolzat per les tribus kutama, que van formar un exèrcit fanàtic, l'acció del prosèlit ismaelista va tenir com a resultat la desaparició de l'emirat en una quinzena d'anys (893-909) Al desembre de 909, Ubayd Allah al-Mahdi es va proclamar califa i va fundar la dinastia dels fatimites, que va declarar usurpadors els califes omeies i abbàssides, adeptes al sunnisme. Vetllant per una política fiscal rigorosa i determinat a imposar el xiisme, es va enfrontar a una forta oposició mostrada per un frustrat complot el 911. Malgrat això, l'estat fatimita es va imposar progressivament sobre tota l'Àfrica del Nord, controlant les rutes de les caravanes i el comerç amb l'Àfrica subsahariana. El 921 es va fundar la ciutat de Mahdia, i fou proclamada capital del califat. Va ser la primera capital establerta pels àrabs en el litoral. El 945, Abu-Yazid, de la tribu dels Banu Ifran, va organitzar sense èxit una gran revolta amaziga per expulsar els fatimites. El tercer califa fatimita, Ismaïl al-Mansur, va traslladar la capital a Kairuan i es va apoderar de Sicília el 948. Quan la dinastia fatimita va traslladar la seva base cap a l'est el 972, tres anys després de la conquesta final de la regió, i sense abandonar la seva sobirania sobre Ifríqiya, el califa al-Muïzz va confiar a Bulugguín ibn Ziri —fundador de la dinastia dels zírides— la tasca de governar la província en el seu nom. Paral·lelament, va llançar una expedició cap a Orient, on va fundar el Caire el 973. Els zírides van assumir gradualment la seva independència pel que fa al califa fatimita, la qual cosa va acabar amb la ruptura amb aquest sobirà, llavors llunyà.
En conseqüència, es va iniciar l'era de l'emancipació amaziga. L'enviament des d'Egipte de tribus àrabs nòmades (els hilalians) sobre Ifríqiya va marcar la resposta dels fatimites a aquesta traïció; no obstant això, l'arribada d'aquestes tribus, que es remuntaria a 1048, podria ser encara més antiga. Els hilalians seguits pels Banu Sulaym —dels quals s'estima un nombre total de 50.000 guerrers i 200.000 beduïns— es van posar en ruta després que els haguessin distribuït títols de propietat en nom del califa fatimita. Al-Muïzz ibn Badis va sofrir un primer desastre a prop de Gabès, mentre que Kairuan va resistir per cinc anys abans de ser ocupada i saquejada. El sobirà es va refugiar llavors a Mahdia el 1057, mentre que els nòmades van continuar expandint-se en direcció a Algèria, i quedà la vall d'Alèria com l'única ruta freqüentada pels mercaders. El 1087, sota el regnat de Tamim ibn al-Muïzz (1062-1108), fill d'al-Muïzz ibn Badis, els pisans i els genovesos, estimulats pel papa Víctor III, van conquerir breument la ciutat i la van saquejar. Havent fracassat en la seva temptativa d'establir-se en la Sicília represa pels normands, la dinastia zírida es va esforçar sense èxit durant 90 anys a recuperar una part del seu territori per organitzar expedicions de pirateria i enriquir-se gràcies al comerç marítim. Els normands van prendre Mahdia el 1148 i s'hi van mantenir durant una dotzena d'anys. Ifríqiya va ser llavors repartida entre els hamadides a Tunísia, els últims zírides, els normands de Sicília i els prínceps hilàlides, que es van imposar al seu torn.

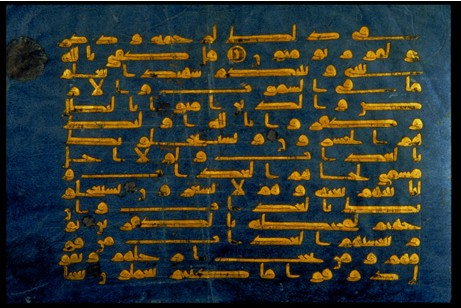
L'Alcorà blau (pergamí del -X)

En el pla econòmic, els hilalians van devastar els cultius i van saquejar els pobles, obligant la població rural a refugiar-se a les ciutats. Vasts dominis agrícoles que vivien en simbiosi amb les aglomeracions urbanes es van convertir en estepes, la qual cosa va tenir com a resultat un marasme general; no obstant això, els ramats dels hilalians, composts per cabres, ovelles i ases, es van adaptar millor a la vegetació i la multiplicació dels dromedaris va permetre als pastors emigrar cap al sud. En el pla polític, la caiguda de Kairuan va significar el col·lapse del poder central zírida i la instauració de feus, els caps dels quals pagaven tributs als dirigents hilalians que controlaven les seves zones. La ciutat de Tunísia va créixer amb els hammàdides, que van nomenar un governador; d'aquesta manera, es va crear un principat independent sota la dinastia dels khurassànides.
Els historiadors àrabs són unànimes a considerar aquesta migració com l'esdeveniment més decisiu de l'edat mitjana magrebina, caracteritzada per un avanç difús de famílies senceres que van trencar l'equilibri tradicional entre nòmades i sedentaris amazics. Les conseqüències socials i ètniques van marcar així definitivament la història del Magreb, amb el mestissatge de la població. Des de la segona meitat del segle vii, l'idioma àrab es va convertir en la llengua utilitzada per les elits urbanes i les corts. Amb la invasió hilaliana, les llengües amazigues es van mantenir a les zones rurals i van ser més o menys influenciades per l'arabització segons la zona, començant per aquelles d'Ifríqiya oriental.

### Dominació dels almohades

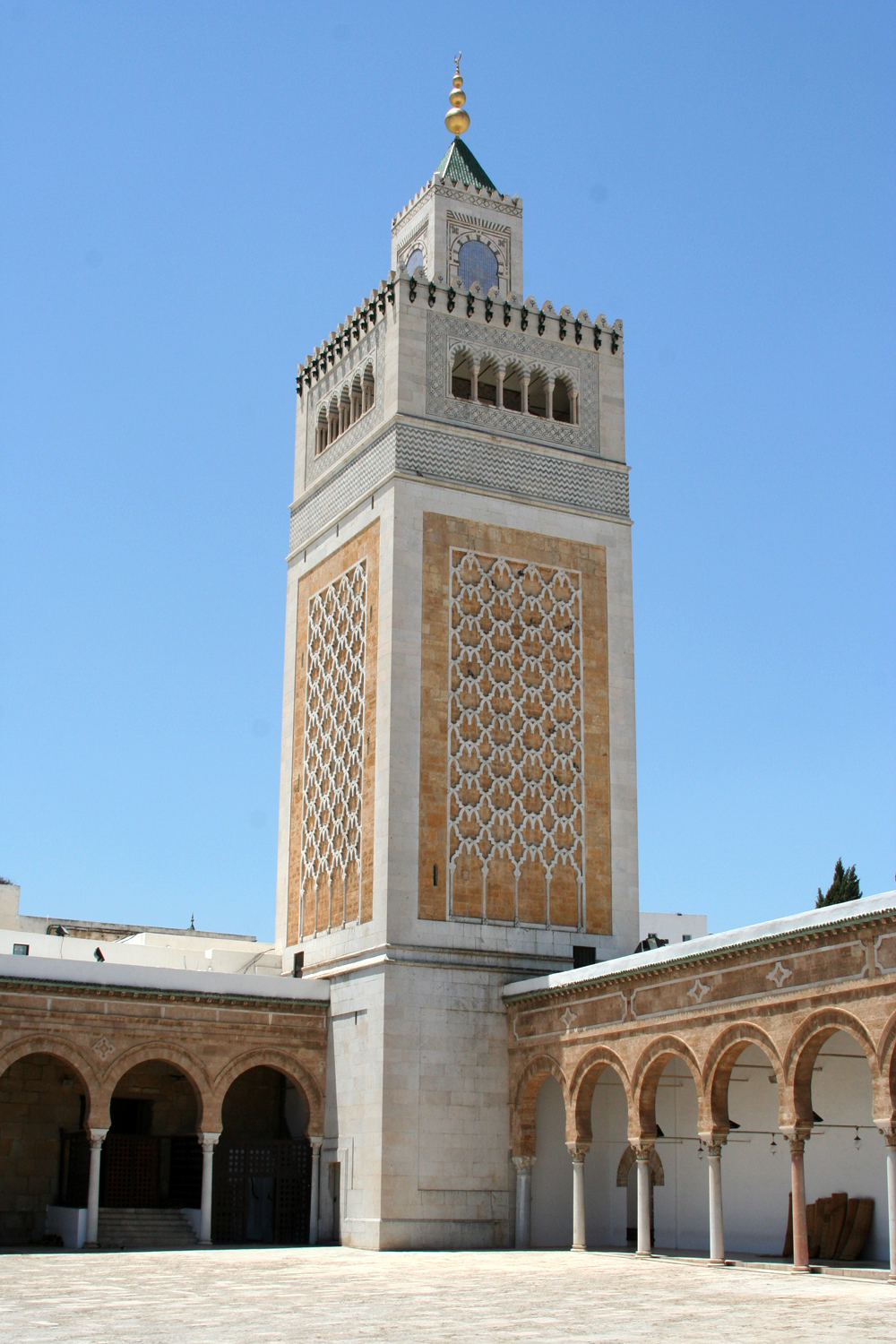
Minaret de la mesquita de Zaytuna, d'estil almohade.

El conjunt del territori d'Ifríqiya acabà per ser ocupat per l'exèrcit del soldà almohade Abd Al-Mumin amb la seva expedició des del nord del Marroc.
A partir del primer terç del segle xii, Tunis fou regularment atacada pels normands de Sicília i del sud d'Itàlia, des de la base del Regne de Sicília. El 1135, el rei normand Roger II s'apoderà de Djerba i, el 1148, foren Mahdia, Sussa i Sfax les que caigueren en mans dels normands; tanmateix, durant els anys següents, aquests van ser progressivament expulsats per una flota almohade amb 200.000 soldats. En set mesos, els normands foren rebutjats fins a Sicília, i Mahdia, la seva darrera plaça forta, fou represa pels almohades marroquins el 1160. En la mateixa època, es va unificar políticament per primera vegada el Magrib i, de fet, fou la constitució de l'estat nord-africà musulmà més poderós de l'edat mitjana: l'Imperi almohade. L'economia es va enlairar i s'establiren relacions comercials amb les principals ciutats de l'entorn mediterrani (Pisa, Gènova, Marsella, Venècia i algunes ciutats de la península Ibèrica). L'auge inclogué també l'àmbit cultural, amb les obres del gran historiador i pare de la sociologia, Ibn Khaldun; el segle almohade és considerat l'edat d'or del Magrib. S'hi desenvoluparen grans ciutats i s'erigiren les mesquites més belles en aquesta època.

### Dinastia hàfsida
Els almohades van confiar Tunísia a Abû Muhammad 'Abd al-Wâhid ben Abî Hafs, però el seu fill Abû Zakariyâ Yahyâ es va separar d'ells el 1228 i va fundar la nova dinastia amaziga dels hàfsides. Va adquirir la seva independència el 1236 i va governar Tunísia fins a 1574, la qual cosa la converteix en la primera dinastia tunisiana per la seva durada. Es va establir la capital del país a Tunísia i aquesta es va desenvolupar gràcies al comerç amb venecians, genovesos, catalans i sicilians.

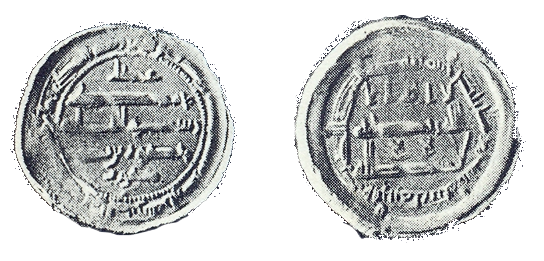
Monedes hàfsides en el Museu del Bardo a Tunísia.

El successor d'Abû Zakariyâ Yahyâ, Abû 'Abd Allah Muhammad al-Mustansir, es va proclamar califa el 1255 i va prosseguir la política del seu pare. Va ser durant el seu regnat quan va tenir lloc la vuitena croada, liderada per Lluís IX de França i que va resultar un fracàs. Havent desembarcat a Cartago, el rei va morir per la pesta enmig d'un exèrcit delmat per aquesta malaltia el 1270. El 1319, sota el regnat d'Abu Yahya Abu Bakr al-Mutawakkil (1318-1346), els hàfsides van ampliar el seu territori cap a l'oest fins a Constantina i Bugia, i cap a l'est fins a la Tripolitània. A la seva mort, el 1346, el regne va caure en l'"anarquia".
Fora de la labor pionera d'Ibn Jaldún, la vida intel·lectual va acusar una forta reculada durant l'era hàfsida, que "dubta entre les influències andaluses una mica decadents i les influències orientals sense lluentor". D'altra banda, el mateix Ibn Jaldún continuà sent per molt de temps poc conegut, tot i que, en el segle xviii, "Ali I Bey [hagués copiat] un exemplar a Fes perquè les lletres tunisianes puguin disposar d'una còpia de l'obra del seu il·lustre compatriota". Per la seva banda, Charles-André Julien ha qualificat els hàfsides de "conservadors d'una civilització a la qual no van aportar gran cosa original".

## Dominació otomana

### Rivalitats al Mediterrani

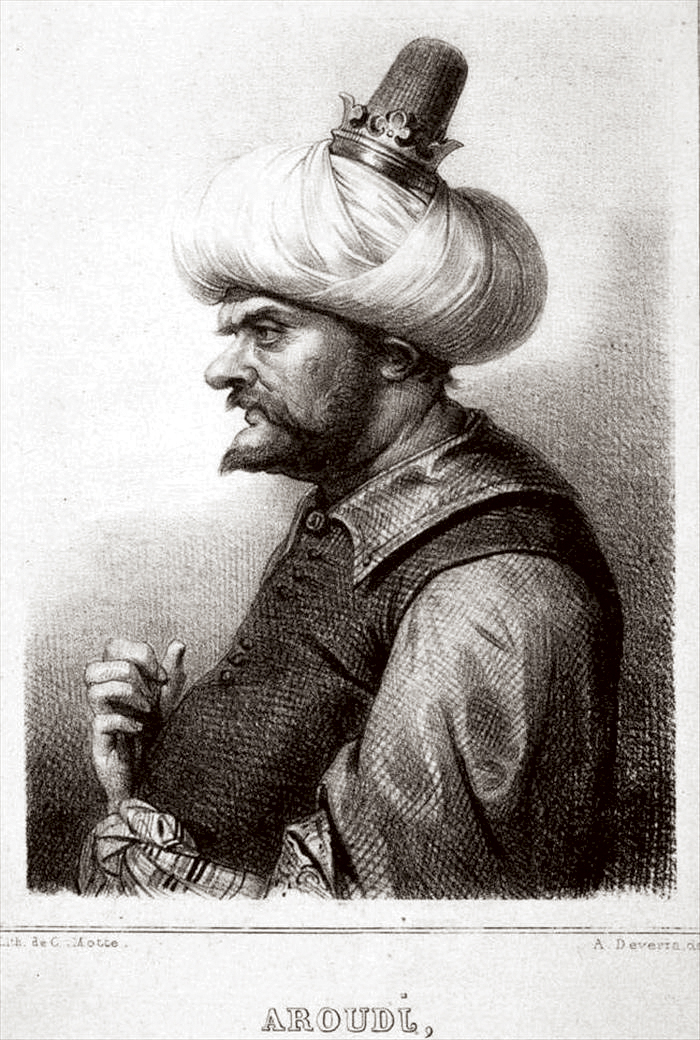
Retrat del corsari Bava Aruj Barba-roja.

Els hàfsides de Tunísia es van afeblir a poc a poc i després de la Batalla de Kairuan el 1348 van perdre el control dels seus territoris a favor dels marínides d'Abu Inan Faris, mentre que Ifríqiya era copejada directament per la pesta de 1384. Pierre Pinta (La Libye, p. 115) resumeix així aquesta situació: "Aquests últims [els marínides] van fer la seva entrada a Tunísia al mateix temps que la pesta". Va continuar sofrint una desertificació demogràfica que s'havia iniciat amb les invasions hilalianes. Va ser llavors quan van començar a arribar els moros musulmans i els jueus andalusins, els qui fugien de la pèrdua del Regne de Granada el 1492 i van ocasionar problemes d'assimilació.
A continuació, els sobirans espanyols Ferran II d'Aragó i Isabel I de Castella van decidir prosseguir la conquesta fins a les costes magrebines amb la finalitat de protegir les seves pròpies costes. En una dècada, van prendre les ciutats de Mers el-Kebir, Orà, Bugia, Trípoli i l'illot situat enfront d'Alger. Per alliberar-se, les autoritats de la ciutat van sol·licitar l'ajuda de dos corsaris famosos d'origen grec: els germans Bava Aruj i Kheireddin Barba-roja. Això es va deure al fet que la pirateria al Mediterrani era llavors «una institució antiga i generalitzada», segons Fernand Braudel. Aquesta intervenció va ser un esdeveniment important que va donar inici a un període de confrontació entre Espanya i l'Imperi Otomà pel domini dels territoris del Magreb, amb excepció del Marroc, i de la conca occidental del Mediterrani.
Tunísia oferia un entorn propici i els germans Barba-roja ho van il·lustrar particularment. En efecte, Aruj va rebre de l'assetjat sobirà hàfsida l'autorització per utilitzar el port de La Goleta i, després, l'illa de Djerba, com a base. Envoltats de mariners turcs, Turgut Reis, calabresos, sicilians, corsos o danesos es van fer coneguts a Europa sota el nom de pirates barbarescs. Després de la mort d'Aruj, el seu germà Jeireddin Barbarroja es va convertir en vassall del soldà d'Istanbul. Nomenat gran almirall de l'Imperi Otomà, es va apoderar de Tunísia el 1534, però va haver de retirar-se després de la conquesta de la ciutat per l'armada espanyola, composta per 400 vaixells, que Carles I d'Espanya va enviar el 1535. El soldà hàfsida va ser llavors restablert en els seus drets sota la protecció de Carles I i el país va passar a estar sota tutela del Regne d'Espanya.
Durant aquest temps, el govern otomà es va dotar de la flota que li feia falta. El 1560, Turgut Reis va arribar a Djerba i, el 1574, Tunísia va ser represa pels otomans, que la van convertir en una província del seu imperi el 1575, encara que els governadors turcs es van arrelar en els ports, mentre que els beduïns van mantenir el seu propi govern. El 1581 Felip II d'Espanya va reconèixer com a possessió turca la regència de Tunísia, així com la d'Alger, la Cirenaica i la Tripolitània, convertint-se per als cristians en les «regències barbaresques». Des de llavors, Anglaterra i França van prendre el relleu a Espanya en el Mediterrani occidental: la primera va atacar les bases barbaresques el 1622, 1635 i 1672; la segona ho va fer el 1661, 1665, 1682 i 1683.

### Emancipació gradual

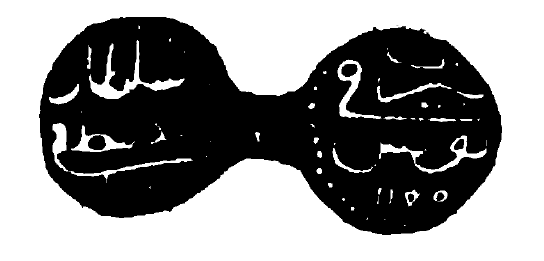
Monedes tunisianes de 1761

Per tant, malgrat les seves victòries, els otomans amb prou feines van aconseguir establir-se a Tunísia i la conquesta de l'interior del territori no va ser culminada fins als regnats d'Ali II Bey (1759-1782) i d'Hammuda ibn Ali (1782-1814). Durant el segle xvii, el seu rol no va deixar de decréixer en favor dels dirigents locals, que es van emancipar progressivament de la tutela del soldà d'Istanbul, mentre que solament 4.000 geníssers estaven apostats a Tunísia. Al cap d'alguns anys d'administració turca, més precisament el 1590, aquests geníssers es van rebel·lar i van atorgar al comandament de l'estat a un dey i, sota les seves ordres, a un bey, encarregat del control del territori i de la recol·lecció dels impostos. Aquest últim no va trigar a convertir-se en el personatge principal de la regència, juntament amb el paixà, que va quedar confinat al paper honorífic de representant del soldà otomà, al punt que una dinastia beylita va acabar per ser fundada per Emmuralleu Bey el 1612. Durant el mateix període, les activitats dels corsaris van arribar al paroxisme, a causa que l'autonomia creixent pel que fa al soldà va portar a un menor suport financer i, en conseqüència, la regència va haver d'incrementar el nombre de captures en el mar per poder sobreviure.
El 15 de juliol de 1705, al-Husayn I ibn Ali al-Turki va fundar la dinastia dels husseinites. Va posar fi a les funcions de bey, dey i paixà i "va disposar sobre tots els objectes de dret de justícia alta i baixa; els seus decrets i les seves decisions tenien força de llei". Si bé continuava sent oficialment una província de l'Imperi Otomà, Tunísia va adquirir gran autonomia en el segle xix, especialment amb Ahmad I ibn Mustafa, que va regnar entre 1837 i 1855 i va engegar un procés de modernització. En aquesta època, el país va viure profundes reformes, com l'abolició de l'esclavitud i l'adopció d'una constitució el 1861 —la primera del món àrab—; al país, solament li faltava convertir-se en un estat independent. Tunísia, llavors dotada d'una moneda pròpia i d'un exèrcit independent, va adoptar el 1831 la seva bandera.
És difícil mesurar la importància de la influència turca que es troba a Tunísia. Alguns monuments mostren la seva filiació otomana: minarets poligonals i cilíndrics o mesquites sota una gran cúpula central, com les de Sidi Mahrez a Tunísia. En un altre àmbit, l'art de les catifes (que hauria existit abans de l'arribada dels otomans) presenta motius purament anatòlics en les produccions de Kairuan del segle xviii. Malgrat aquestes influències perceptibles en l'aspecte dels objectes manufacturats, la petjada de la veïna Itàlia es va fer més palesa en el curs del segle xviii, tant en l'arquitectura com en la decoració, marcant així una obertura del país a Europa.

### Apogeu de l'activitat corsària
A inicis del segle xvi, Àfrica del Nord (que els otomans denominaven Magrib) es trobava en plena decadència i travessava una crisi política profunda. Aquests trastorns van afavorir el sorgiment de principats i ciutats portuàries independents que van reiniciar l'activitat corsària. Aquesta activitat va tenir el seu major auge sota el regnat d'Hammuda ibn Ali (1782-1814), quan els navilis que partien dels ports de Bizerta, La Goleta, Ghar El Melh, Sfax o Els Gelves (Djerba) s'apoderaven dels vaixells espanyols, corsos, napolitans, venecians, etc. El govern va mantenir en aquest període de 15 a 20 corsaris, i la mateixa quantitat dels quals va estar vinculada amb companyies o particulars —entre els quals es trobava, de vegades, personatges en alts càrrecs, com el guàrdia del segell Sidi Mustapha Khodja o els cadí de Bizerta, Sfax o Ghar El Melh— i que lliuraven al govern un percentatge de totes les seves captures, les quals incloïen esclaus cristians.
Els tractats de pau que es van multiplicar al segle xviii —amb Àustria el 1748 i 1784, Venècia el 1764-1766 i 1792, Espanya el 1791 o els Estats Units el 1797— van reglamentar l'activitat corsària i van limitar-ne els efectes. En primer lloc, van imposar certes exigències (possessió de passaports, tant per als navilis com per a les persones) i van precisar igualment les condicions de captures en el mar (distància respecte a les costes), per evitar possibles abusos. Quant a la sort dels esclaus cristians detinguts, va caldre esperar al congrés de Viena de 1814-1815 i al congrés d'Aquisgrà de 1818 perquè les potències europees obliguessin els estats barbarescos a posar fi a les activitats corsàries, la qual cosa solament es va fer efectiva i definitiva després de la presa d'Algèria pels francesos el 1830 i la seva intervenció a Tunísia el 1836.

## Protectorat francès
A causa de la desastrosa política dels beis, a l'alça d'impostos i a les interferències estrangeres en l'economia, el país va haver d'enfrontar a poc a poc greus dificultats financeres. Tots aquests factors van obligar el govern a declarar la fallida el 1869 i a crear una comissió financera internacional anglo-francoitaliana. La constitució va arribar a ser fins i tot suspesa l'1 de maig de 1864. Va ser l'ocasió perquè tres de les grans potències europees (França, Regne d'Itàlia i el Regne Unit de Gran Bretanya i Irlanda) ingressessin al país. Tunísia es dirigia recentment a una independència real el 1873 amb Kheireddine Pacha, quan va caure sota el domini d'una potència estrangera.
La destinació de la regència de Tunísia (nom atorgat a la regió sota la dominació otomana) es va presentar ràpidament com un desafiament estratègic d'importància cabdal a causa de la situació geogràfica del país, en l'encreuament de les conques occidental i oriental del Mediterrani. Tunísia es va convertir, per tant, en objecte de cobdícies rivals de França i Itàlia: la primera volia assegurar les fronteres de l'Algèria francesa i evitar que la segona pertorbés les seves ambicions a Egipte i el llevant mediterrani per mitjà del control de l'accés al Mediterrani oriental. Itàlia, que va haver d'afrontar una sobrepoblació, anhelava una política colonial i el territori tunisià, la minoria europea del qual estava composta principalment d'italians. Els cònsols francesos i italians van procurar aprofitar les dificultats financeres del bei; a més, França comptava amb la neutralitat del Regne Unit (poc desitjosa de veure a Itàlia prendre el control de la ruta del canal de Suez) i es va beneficiar dels càlculs de Bismarck, que desitjava desviar la seva atenció de la qüestió d'Alsàcia i Lorena. Després del congrés de Berlín dut a terme del 13 de juny al 13 de juliol de 1878, Alemanya i el Regne Unit van permetre a França annexionar-se Tunísia, en detriment d'Itàlia, que considerava aquest país com el seu domini reservat.

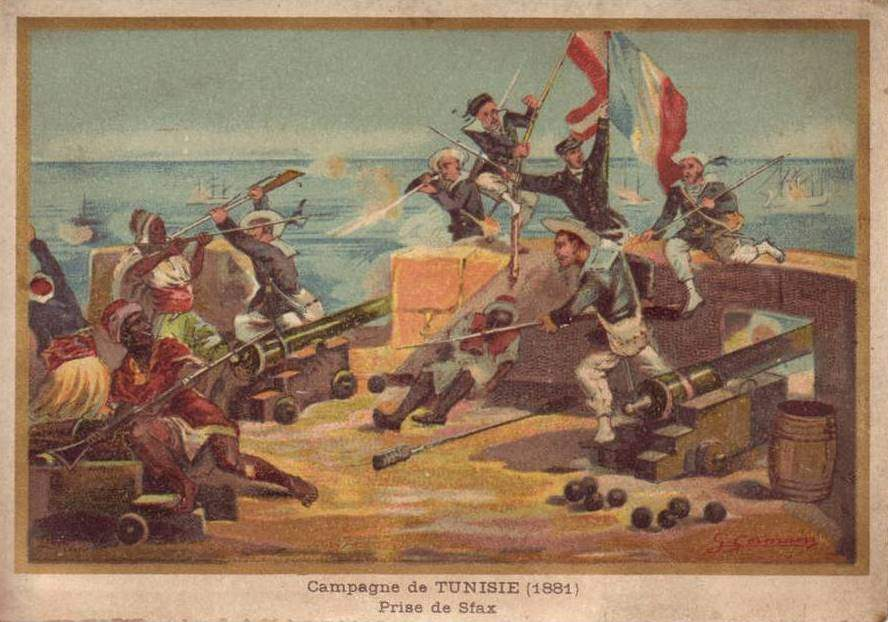
Representació de la presa de Sfax el 1881.

Les incursions de "saquejadors" khroumires en territori algerià van proveir d'un pretext a Jules Ferri, recolzat per Léon Gambetta enfront d'un parlament hostil, per subratllar la necessitat de capturar Tunísia. A l'abril de 1881, les tropes franceses hi entraren sense major resistència i van aconseguir ocupar Tunísia en tres setmanes, sense necessitat de combatre. El 12 de maig de 1881 es va oficialitzar el protectorat, mentre que Muhammad III as-Sadiq, governant de Tunísia, va signar sota pena de mort el tractat del Bard en el palau de Ksar Said. Això no va ser impediment perquè, alguns mesos més tard, les tropes franceses fessin front a diverses revoltes a les regions de Kairuan i Sfax, que van ser ràpidament sufocades.
El règim del protectorat va ser confirmat per les convencions de la Marsa del 8 de juny de 1883, les quals van atorgar a França el dret a intervenir en la política exterior, la defensa i els assumptes interns de Tunísia El país va mantenir el seu govern i administració, des de llavors, sota control francès. Així, els diferents serveis administratius van ser dirigits per alts funcionaris francesos i per un resident general que es van encarregar d'aprovar els assumptes de govern.
Després, França va passar a representar Tunísia en l'escena internacional i no va trigar a abusar dels seus drets i prerrogatives per explotar el país com una colònia, obligant el bei a abandonar la gairebé totalitat dels seus poders en favor del resident general. Malgrat això, es van aconseguir progressos econòmics, especialment gràcies als bancs i a les companyies. Així mateix, es va desenvolupar una xarxa ferroviària. La colonització va fer possible l'expansió dels cultius de cereals i la producció d'oli d'oliva, així com l'explotació de les mines de fosfat i de ferro. Es va habilitar un important port militar a Bizerta. A més a més, en el camp de l'educació, els francesos van establir un sistema bilingüe àrab i francès que va donar a l'elit tunisiana la possibilitat de formar-se en els dos idiomes

## Del qüestionament del protectorat a la independència

### Embrió del moviment nacional

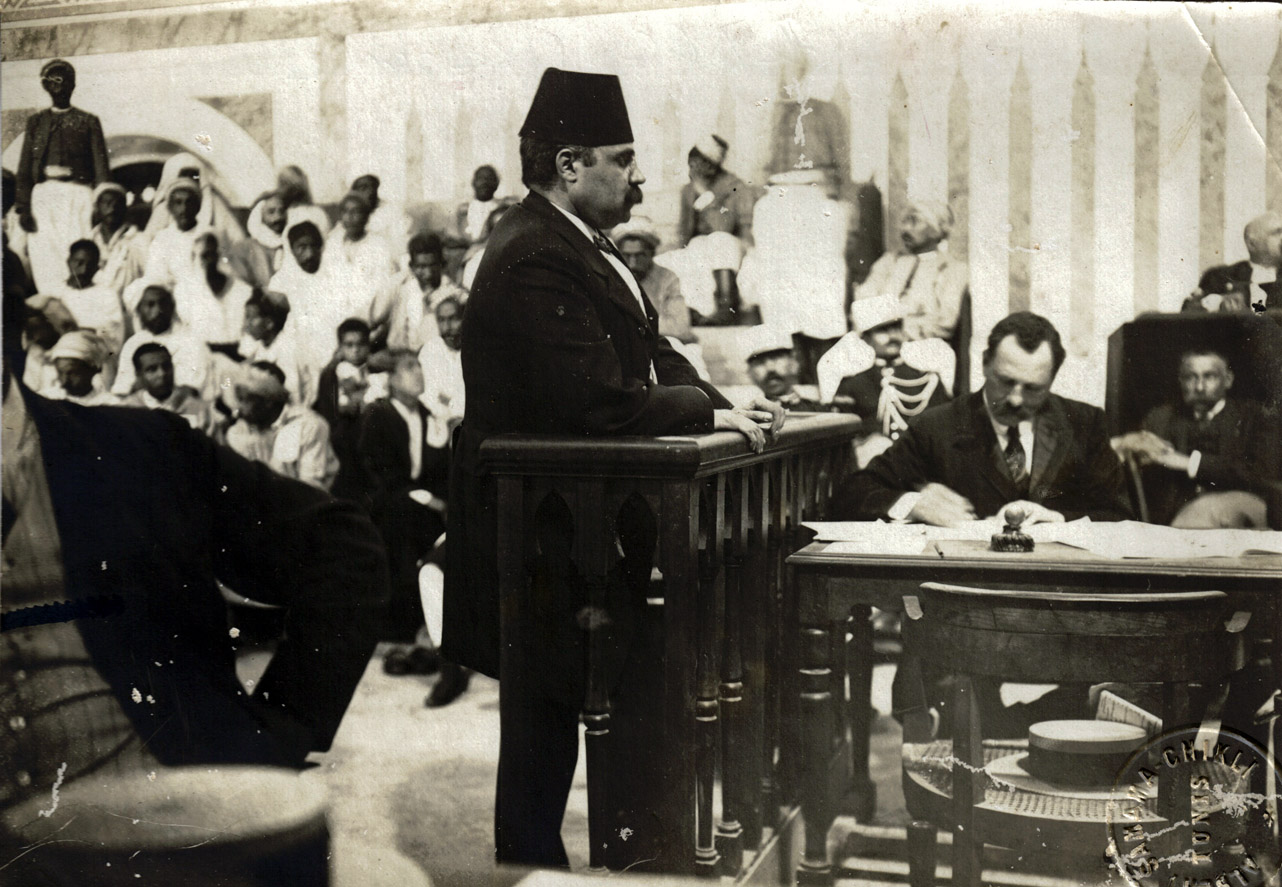
Judici pel cas Djellaz el 1911.

La lluita contra l'ocupació francesa va començar a inicis del segle xx. Tunísia va ser el primer estat del món àrab influenciat pel nacionalisme modern per mitjà del moviment reformista i intel·lectual dels Joves Tunisians, fundat el 1907 per Béchir Sfar, Ali Bach Hamba i Abdeljelil Zaouche. Aquest corrent nacionalista es va fer manifest amb el cas Djellaz el 1911 i amb el boicot dels tramvies tunisians el 1912. Aquests esdeveniments van marcar la transformació dels Joves Tunisians en militants que actuaven en moviments de carrer. El resident general va enviar a l'exili els seus principals dirigents. De 1914 a 1921, el país va viure en estat d'emergència i la premsa anticolonialista va ser prohibida.
Malgrat tot això, el moviment nacional no va deixar d'existir. Des de la fi de la Primera Guerra Mundial, una nova generació organitzada a l'entorn d'Abdelaziz Thâalbi va preparar el naixement del partit polític Destour. Entrant en conflicte amb el règim del protectorat, el partit va exposar, des de la proclamació oficial de la seva creació el 4 de juny de 1920, un programa de vuit punts. A partir de novembre de 1925, l'afeblit Destour va passar a la clandestinitat i va renunciar a l'acció política directa. Després d'haver fustigat el règim del protectorat en periòdics com La Voix du Tunisien i L'Étendard tunisien, l'advocat Habib Burguiba va fundar el 1932, juntament amb Tahar Sfar, Mahmoud Materi i Bahri Guiga, el periòdic L'Action Tunisienne que, a més de la independència, preconitzava el laïcisme.
Aquesta posició original va conduir a l'escissió del partit el 2 de març de 1934, en ocasió del congrés de Ksar Hellal. Així doncs, el partit es va dividir en dues branques: una d'islamista que va conservar el nom Destour; i una altra, modernista i laica, el Neo Destour. Aquesta última va ser una formació política moderna, estructurada sobre la base dels models de partits socialistes i comunistes europeus i determinada a conquerir el poder per transformar la societat. El partit va privilegiar l'acció política, la mobilització dels seus partidaris, la presa de consciència, i va estimar que havia de convèncer l'opinió francesa adaptant la seva estratègia a les necessitats de l'acció
Després del fracàs de les negociacions dutes a terme pel govern de Léon Blum, van esclatar incidents sagnants el 1937 i les revoltes d'abril de 1938 van ser severament reprimides: el 9 d'abril es va declarar l'estat de setge a Tunísia, es va empresonar durant cinc anys Habib Burguiba per conspiració contra la seguretat de l'estat, es va arrestar Slimane Ben Slimane, Salah Ben Youssef i 3.000 membres del Neo Destour. Aquesta repressió va conduir a la clandestinitat al Neo Destour, la qual cosa va incitar els nous dirigents a no excloure l'eventualitat d'una lluita més activa. Així, a finals de 1939, es va formar el sisè buró polític que va ser animat per Habib Thameur, que va ordenar a les cèl·lules mantenir l'agitació; no obstant això, aquest va ser dissolt el 13 de gener de 1941 i els seus principals membres van ser detinguts. El maig de 1940, el règim de Vichy va traslladar Burguiba a França, on va ser més tard lliurat a Benito Mussolini, que pretenia utilitzar-lo per a afeblir a la resistència francesa a l'Àfrica del Nord; no obstant això, Burguiba no desitjava avalar els règims feixistes i va fer una crida el 8 d'agost de 1942 a favor del suport a les tropes aliades: Els aliats no frustraran les nostres esperances [d'independència].
Durant aquest temps, Tunísia va ser el teatre d'importants operacions militars conegudes amb el nom de campanya de Tunísia: tropes alemanyes van prendre posició al país des del llançament de l'operació Torch (desembarcament de tropes aliades a l'Àfrica del Nord) el 8 de novembre de 1942. L'Afrika Korps d'Erwin Rommel es va replegar des de Líbia darrere de la línia Mareth. Al seu retorn a Tunísia, el 8 d'abril de 1943, Burguiba es va assegurar que el seu missatge fos transmès a tota la població i als seus militants. Després de diversos mesos de combats i una contraofensiva blindada alemanya a la regió de Kasserine i Sbeitla, a inicis de l'any 1943, les tropes del Tercer Reich van ser obligades a capitular l'11 de maig al Cap Bon, quatre dies després de l'arribada de les forces aliades a Tunísia. Burguiba va ser posat en llibertat per les forces de França Lliure el 23 de juny.
El 26 de març de 1945, Burguiba es va encaminar clandestinament cap a Egipte i el 20 de gener de 1946 Farhat Hached va fundar la Unió General Tunisiana del Treball (UGTT). Durant aquest període, aquest sindicat va tenir 100.000 membres i va exercir un paper important en el moviment nacional a causa que va dotar el Neo Destour d'un aliat en la lluita per l'alliberament i per la construcció d'un nou estat. Després de la Segona Guerra Mundial, els dirigents nacionalistes van incloure la resistència armada en l'estratègia d'alliberament nacional. El 1949, un comitè nacional de la resistència, constituït i dirigit per Ahmed Tlili, va designar deu responsables regionals encarregats d'organitzar grups armats estrictament compartimentats.

### De la violència a les negociacions

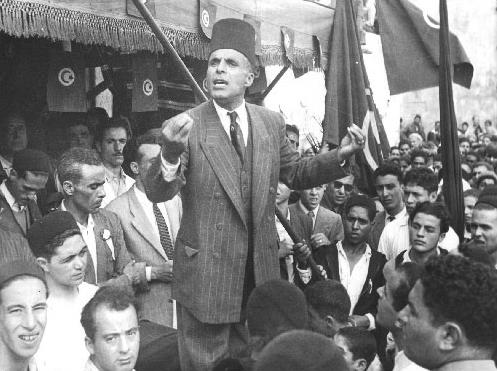
Habib Burguiba a Bizerta el 1952.

Després de la guerra es van dur a terme negociacions amb el govern francès, per la qual cosa Robert Schuman va dictar el 1950 la independència de Tunísia en diverses etapes. Però, aldarulls nacionalistes el 1951 van precipitar-ne el fracàs: la nota del govern francès del 15 de desembre rebutjava les reivindicacions tunisianes i va interrompre el procés de negociació amb el govern de M'hamed Chenik. Amb l'arribada d'un nou resident general, Jean de Hauteclocque, el 13 de gener de 1952, i amb l'arrest el 18 de gener de 150 membres del Destour, entre els quals es trobava Burguiba de retorn d'Egipte, es va iniciar una revolta armada —amb vagues, manifestacions de carrer i diverses formes de mobilització popular. Aquesta situació va portar a la repressió militar francesa i a un enduriment de les posicions de cada part La repressió va provocar una escalada de violència i va posar a l'ordre del dia el sabotatge, l'execució de col·laboradors, l'atac de granges i, després, les operacions contra les tropes colonials. El Neo Destour va adoptar una estratègia progressiva que els seus equips dirigents van adaptar, van corregir i van reorientar d'acord amb el gir dels esdeveniments. Si bé les operacions individuals eren rares, la complexitat de les situacions i la subtilesa de les reaccions van deixar un gran marge de maniobra als caps locals, encara que sempre en el marc de les directives generals dels òrgans de decisió del Neo Destour.
El 22 de gener, el coronel Durand va ser abatut en el curs d'una manifestació de protesta organitzada pel Neo Destour a Susa. Els enfrontaments entre els manifestants i les forces de l'ordre, el 23 de gener a Moknine, van acabar en un tiroteig i es van produir nombrosos fets similars al llarg del país. La repressió de Cap Bon per l'exèrcit francès des del 26 de gener —passant principalment durant sis dies per les localitats de Tazerka, El Maâmoura i Kélibia— va tenir com a resultat gairebé 200 morts.
Els registres sobre aquest tema són escassos, però alguns documents reflecteixen la polèmica generada pels abusos comesos a instigació del general Garbay. En resposta a les recerques, la presidència va posar com a pretext l'exageració amb finalitats propagandístiques, però els abusos no van ser posats en dubte, encara que se n'ignorava la proporció exacta. A més, amb l'assassinat del sindicalista Farhat Feu per l'organització colonialista extremista el 5 de desembre, es van desencadenar manifestacions, revoltes, vagues, temptatives de sabotatge i llançaments de bombes casolanes. L'augment de la repressió, acompanyat per l'aparició del contra-terrorisme, va incitar els nacionalistes a prendre els colons, les granges, les empreses franceses i les estructures governamentals com a objectius més específics. És per això que els anys 1953 i 1954 van estar marcats per la multiplicació dels atacs contra el sistema colonial: el moviment nacionalista va encoratjar la creació de veritables unitats de combat en les diferents regions, encara que els recursos modests van dificultar-ne la manutenció. Protegits per la inserció en el seu propi mitjà social i pel coneixement del territori d'operacions, els maquis van aconseguir organitzar una guerrilla de fustigació.
Com a resposta, van ser mobilitzats prop de 70.000 soldats francesos per detenir les guerrilles de grups tunisians. Aquesta situació difícil va ser apaivagada pel reconeixement de l'autonomia interna de Tunísia, concedida per Pierre Mendès France el 31 de juliol de 1954.
L'autonomia interna de l'estat tunisià és recobrada i proclamada sense reserva pel govern francès.
Finalment, el 3 de juny de 1955, es van signar les convencions francotunisianes entre el primer ministre tunisià Tahar Ben Ammar i el seu homòleg francès Edgar Faure. Es va preveure la transferència al govern tunisià de totes les competències, amb excepció de la política exterior i la defensa. Malgrat l'oposició de Salah Ben Youssef, que va ser després exclòs del partit, les convencions van ser aprovades pel congrés de Neo Destour dut a terme a Sfax el 15 de novembre de 1955. Després de noves negociacions, França va acabar per reconèixer "solemnement la independència de Tunísia" el 20 de març de 1956, encara que va conservar la base militar de Bizerta.

## Període nacional
El 15 de març de 1956, va ser triada l'Assemblea Nacional Constituent: el Neo Destour va aconseguir tots els escons i Burguiba va quedar al capdavant de l'Assemblea des del 8 d'abril. L'11 d'abril, es va convertir en el primer ministre de Lamine Bey. L'endemà, Tunísia va fer el seu ingrés en l'Organització de les Nacions Unides. El codi d'estatus personal, de tendència progressista, va ser proclamat el 13 d'agost ( «Decret del 13 d'agost de 1956 amb la promulgació del Codi d'estatus personal» (pdf) (en francès). Journal officiel tunisien, 28-12-1956, pàg. 1742.) mentre que el 25 de juliol de 1957 va ser abolida la monarquia. Des de llavors, Tunísia es va convertir en una república («Proclamation de la république en Tunisie» (en francès). Els actualités françaises, 31-07-1957. [Consulta: 28 febrer 2009].) de la qual Habib Burguiba va ser elegit president (Yves Lacoste i Camille Lacoste-Dujardin, op. cit., p. 74) el 8 de novembre de 1959 (Sophie Chautard, op. cit., p. 167). El seu passat de resistència i les mesures adoptades després de la independència per emancipar les dones i combatre la pobresa i l'analfabetisme van contribuir a reforçar la seva autoritat. La constitució republicana va ser ratificada de manera definitiva l'1 de juny de 1959.
El 8 de febrer de 1959, en plena Guerra d'Independència d'Algèria, uns avions de l'exèrcit francès van travessar la frontera entre Algèria i Tunísia i van bombardejar la localitat tunisiana de Sakiet Sidi Youssef. El 1961, en un context de previsible conclusió de la guerra, Tunísia va reivindicar la devolució de la base militar de Bizerta: la crisi que va seguir va tenir com a resultat un miler de morts, principalment tunisians, encara que França va acabar per retornar la base a l'estat tunisià el 15 d'octubre de 1963.

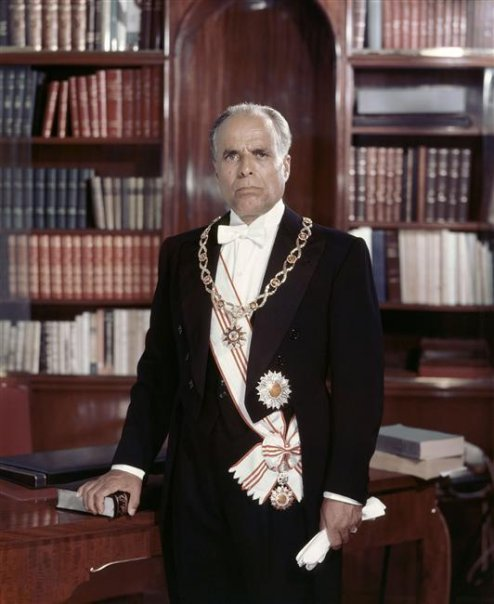
Foto oficial de Habib Burguiba.

En els anys 1960, mentre totes les institucions del país eren ocupades pel partit oficial, des de llavors conegut amb el nom de Partit Socialista Destourià (PSD), la Universitat de Tunísia continuà sent un fòrum en què eren debatudes les qüestions del desenvolupament i de la democràcia i en què es criticaven les polítiques de Burguiba. Això no va impedir, el 12 d'agost de 1961, l'assassinat de Salah Ben Youssef, principal opositor de Burguiba des de 1955, a Frankfurt, o que el Partit Comunista (PCT) fos prohibit el 8 de gener de 1963. La república tunisiana es va convertir llavors en un règim de partit únic dirigit pel PSD. El març de 1963, Ahmed Ben Salah va iniciar una política "socialista" d'estatització pràcticament total de l'economia, incloent-hi la nacionalització de les terres agrícoles encara en mans d'estrangers el 12 de maig de 1964. França i Itàlia, que els seus nacionals eren la majoria dels afectats, van protestar enèrgicament i van tallar l'ajuda econòmica. Les revoltes contra la col·lectivització de les terres a la regió de Sahel, que van esclatar el 26 de gener de 1969, van portar a la destitució de Ben Salah el 8 de setembre, la qual cosa va significar la fi de l'experiència socialista. A l'abril de 1972, va ser promulgat un codi d'inversions molt liberal sota l'impuls del primer ministre Hédi Nouira, el qual va canviar la filosofia econòmica del país.
Amb una economia afeblida per la fi del socialisme, es va proposar el panarabisme defensat per Muammar al-Gaddafi com un projecte polític que unificaria Tunísia i Líbia sota el nom de República Àrab Islàmica; no obstant això, el projecte va fracassar ràpidament a causa de les tensions, tant nacionals com a internacionals. Després de la condemna a una llarga pena de presó a Ben Salah, oposat responsable pel fracàs de la política de les cooperatives, li va seguir la depuració de l'ala liberal del PSD, impulsada per Ahmed Mestiri i, després, la proclamació de Burguiba com a president vitalici el 1975.
És sota aquestes condicions, marcades per una lleugera relaxació de la pressió del PSD sota el govern d'Hédi Nouira, quan la UGTT va guanyar certa autonomia gràcies al setmanari Echaab ('El poble'). Al mateix temps, el 1977, van sorgir la Lliga Tunisiana dels Drets Humans i el periòdic independent Errai ('Opinió'). Va tenir lloc en el "Dijous negre" un cop contra la UGTT el gener de 1978, juntament amb l'atac contra la ciutat minera de Gafsa el 27 de gener de 1980 per 50 a 300 membres del grup opositor Résistance Armeé Tunisienne. L'atac va partir des d'Algèria i va ser ràpidament rebutjat per les forces del govern tunisià, que va acusar la seva contrapart líbia de finançar els milicians, però aquests atacs no van ser suficients per emmordassar la societat civil emergent. Malgrat la fustigació de periòdics, tals com Errai o Al Maarifa, van sorgir noves publicacions, tals com Li Phare, Démocratie, L'Avenir, Al Mojtama'a o 15-21.
Des d'inicis dels anys 1980, el país va travessar una crisi política i social en la qual es van conjugar el desenvolupament del clientelisme i la corrupció. La restauració parcial del pluralisme polític, amb l'aixecament de la prohibició al Partit Comunista, va suscitar esperances que van ser decebudes pel frau en les eleccions legislatives de novembre. En aquestes eleccions, havien van participar el PSD, el PCT i dues noves formacions encara no legalitzades: el Moviment dels demòcrates socialistes i el futur Partit de la unitat popular. Després, la repressió sagnant de les "revoltes del pa" de desembre de 1983, la nova desestabilització de la UGTT i l'arrest del seu dirigent Habib Achour, així com el recurs cada vegada més freqüent a usar la força contra el qüestionament social i islamista, van contribuir a accelerar la caiguda de l'envellit president.
El 1986, el país va passar per una greu crisi financera: llavors, el 8 de juliol, Burguiba va designar el tecnòcrata Rachid Sfar com a primer ministre, a qui se li va encarregar posar en obra un pla d'ajust estructural de l'economia, recomanat pel Fons Monetari Internacional i destinat a restablir l'equilibri financer del país. Però la situació va afavorir el creixement del fonamentalisme islàmic i el llarg mandat de Burguiba va acabar en una lluita contra aquesta religió. Tal lluita va ser empresa per Zine El Abidine Ben Ali, nomenat ministre de l'interior i, després, primer ministre a l'octubre de 1987.
El 7 de novembre de 1987, Ben Ali va deposar el president Burguiba per senilitat, acció rebuda favorablement per una gran part del món polític. Triat el 2 d'abril de 1989, amb el 99,27% dels vots 99, el nou president Zine El Abidine Ben Ali va aconseguir reactivar l'economia. Així mateix, gràcies al pla de seguretat, el règim es va enorgullir d'haver posat fi a les convulsions islamistes que ensagnaven la veïna Algèria, gràcies a la neutralització del partit Ennahda, encara que al preu de l'arrest de desenes de milers de militants i de múltiples judicis a inicis dels anys 1990.
Els opositors laics van signar al costat d'ells el pacte nacional el 1988, plataforma destinada a la democratització del règim. Per tant, l'oposició i moltes organitzacions no governamentals de defensa dels drets humans van acusar progressivament al règim d'atemptar contra les llibertats públiques, en estendre la repressió més enllà del moviment islamista. El 1994, el president Ben Ali va ser reelegit amb el 99,91% dels vots (Encarta Arxivat 2007-11-17 a Wayback Machine. proposa la xifra de 99,80%. Michel Camau i Vincent Geisser, op. cit., p. 241) i va signar a l'any següent un acord de lliure comerç amb la Unió Europea.

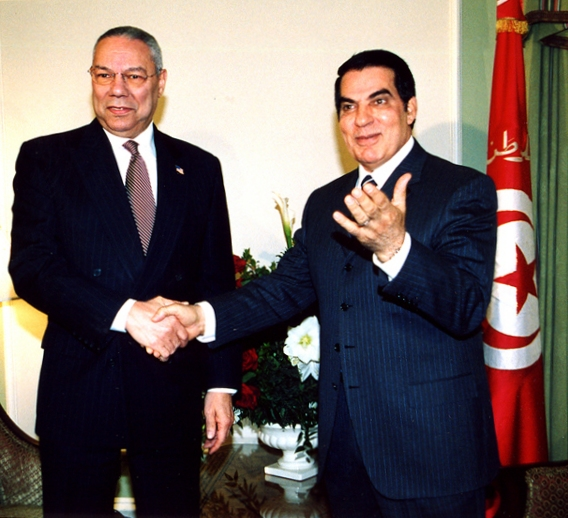
Trobada entre Colin Powell i Ben Ali (17 de febrer de 2004)

Si bé les eleccions presidencials del 24 de novembre de 1999 van ser les primeres eleccions pluralistes amb tres candidats, el resultat va ser el mateix que els escrutinis precedents: la reelecció del president Ben Ali, amb un 99,45% La reforma de la Constitució, aprovada per referèndum el 26 de maig de 2002, va incrementar encara més els poders del president, va ajornar l'edat límit dels candidats, va suprimir el límit de tres mandats reintroduït el 1988 i va permetre al president pretendre nous mandats més enllà del termini de 2004, beneficiant-se d'una immunitat judicial per a tota la vida.
L'11 d'abril de 2002, va tenir lloc un atemptat a la Sinagoga de la Ghriba, compost per un camió amb explosius que va provocar la mort de 19 persones, de les quals 14 eren turistes alemanys.
Entre 2004 i 2006, la vida política tunisiana es va caracteritzar per prosseguir amb la repressió política. Al setembre de 2005, un text de llei aprovat per la Cambra de diputats va acordar concedir beneficis als "presidents de la República des del cessament de les seves funcions" i a les seves famílies en cas de mort. Al novembre de 2005, el país va atreure l'atenció de la comunitat internacional en organitzar la segona fase de la cimera mundial sobre la Societat de la Informació, sota l'ègida de l'ONU. En plena cimera, les accions empreses per l'oposició van portar al fet que els mitjans de comunicació internacionals se centressin en la llibertat d'expressió. En aquesta ocasió, l'acostament entre islamistes i personalitats laiques, com Ahmed Néjib Chebbi i Hamma Hammami, va suscitar una campanya de difamació de part del poder, però també vives reaccions per part de personalitats independents i de simpatitzants del moviment Ettajdid.
Durant el primer semestre de 2008, greus trastorns van sacsejar la regió minera de la governació de Gafsa, durament copejada per la desocupació i la pobresa, que es van convertir en els aldarulls més importants des de l'arribada al poder del president Ben Ali Finalment, Ben Ali va ser enderrocat per un moviment popular el 14 de gener de 2011, després de setmanes d'intenses manifestacions, i va ser substituït per Fouad Mebazaa com a president del país.
Al setembre de 2021, Kaïs Saïed va anunciar una propera reforma de la Constitució del 2014.